# Athens
Athens (tên trong tiếng Anh, phiên âm: A-then, tiếng Hy Lạp: Αθήνα, đã Latinh hoá: Athína) là thủ đô và thành phố lớn nhất của Hy Lạp, là một trong những thành phố cổ nhất thế giới với lịch sử được ghi chép ít nhất là 10000 năm.
Ngày nay, Athens là thành phố lớn thứ 8 châu Âu và đang nhanh chóng trở thành một trung tâm kinh doanh hàng đầu ở trong Liên minh châu Âu. Dân số thành phố Athens là 3,3 triệu người và dân số vùng đô thị là 3,8 triệu, làm trung tâm của cuộc sống chính trị, văn hóa, công nghiệp, tài chính, kinh tế ở Hy Lạp. Nội thành thành phố có diện tích 39 km² còn vùng đô thị có diện tích 412 km².
Athens cổ đại là một thành bang hùng mạnh. Là một trung tâm nghệ thuật, học thuật và triết học, là địa điểm có Học viện Hàn lâm của nhà văn hào Platon và vườn Lyceum của nhà văn hào Aristotle. Athens cũng là nơi sinh của Socrates, Pericles, Sophocles và nhiều nhà triết học, nhà văn, nhà chính trị của thế giới cổ đại. Athens được xem như là cái nôi của nền Văn minh phương Tây và là nơi sinh của khái niệm dân chủ, phần lớn là do ảnh hưởng của những thành tựu chính trị và văn hóa của thành phố này trong các thế kỷ 5 và 4 trước Công nguyên đối với phần còn lại của lục địa châu Âu.
Di sản của thời kỳ cổ đại vẫn còn hiển hiện ở trong thành phố, qua mô tả của một số tượng đài và công trình nghệ thuật; được biết đến nhất là Đền Parthenon ở trên Acropolis, như là một điểm nổi bật sử thi của nền văn minh phương Tây. Thành phố này cũng lưu giữ nhiều tượng đài La Mã và Byzantine, cũng như một số nhỏ các tượng đài Ottoman còn lại thể hiện bề dày lịch sử của thành phố này qua các thời kỳ lịch sử đầy biến động. Những công trình nổi bật của thời kỳ hiện đại cũng góp mặt ở thành phố này, có thời gian xây dựng năm 1830 (thời gian thành lập nhà nước Hy Lạp), thể hiện ở Quốc hội Hy Lạp (thế kỷ 19) và Bộ tam Athens (Thư viện, Trường đại học và Viện Academia).
Athens là thành phố đăng cai Thế vận hội hiện đại đầu tiên vào năm 1896, và 108 năm sau thành phố lại là chủ nhà của Thế vận hội mùa Hè.

## Từ nguyên

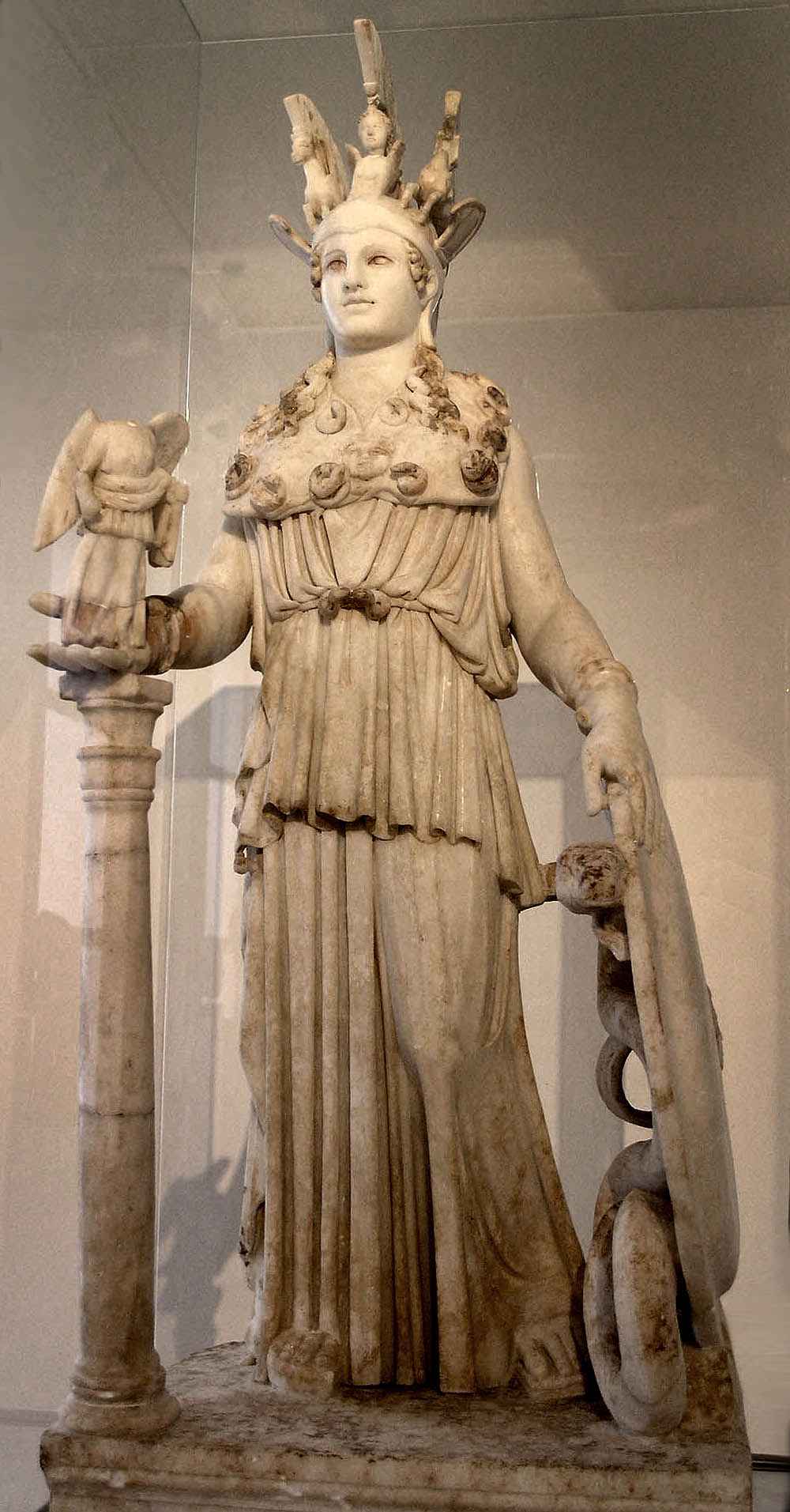
Athena, nữ thần bảo hộ của Athens; (Varvakeion Athena, Bảo tàng Khảo cổ học Quốc gia)

Trong tiếng Hy Lạp cổ đại, tên của thành phố là Ἀθῆναι (Athēnai, phát âm [a.tʰɛ̂ː.nai̯] trong tiếng Attic cổ điển) là một từ số nhiều. Trong tiếng Hy Lạp cũ, như là tiếng Hy Lạp Homer, tên này có dạng số ít, Ἀθήνη (Athēnē). Có thể nó được diễn đạt trong dạng số nhiều sau đó, như là Θῆβαι (Thêbai) và Μυκῆναι (Μukênai). Từ này có thể không có nguồn gốc từ tiếng Hy Lạp hay Ấn-Âu, và có thể nó là tàn dư của gốc Tiền Hy Lạp của Attica. Vào thời cổ đại, người ta tranh luận rằng tên này có nguồn gốc từ nữ thần bảo hộ Athena (tiếng Attic Ἀθηνᾶ, Athēnā, tiếng Ionian Ἀθήνη, Athēnē, và Dorian Ἀθάνα, Athānā) hay Athena lấy tên theo thành phố này. Những học giả hiện đại này thường đồng ý rằng vị nữ thần này lấy tên theo tên thành phố, vì đuôi -ene phổ biến trong tên của các khu vực, nhưng hiếm có trong tên người. Trong thời Trung Cổ, tên của thành phố lại được dùng theo dạng số ít là Ἀθήνα. Tuy nhiên, sau sự thành lập của nhà nước Hy Lạp hiện đại, và một phần là do chủ nghĩa bảo thủ của ngôn ngữ viết, Ἀθῆναι [aˈθine] lại trở thành tên chính thức của thành phố và kéo dài đến khi sự từ bỏ Katharevousa diễn ra trong những năm 1970, khi Ἀθήνα, Athína, trở thành tên chính thức.

## Dân số
| Năm  | Nội ô   | Khu đô thị | Vùng đô thị |
| ---- | ------- | ---------- | ----------- |
| 1833 | 4,000   | -          | -           |
| 1870 | 44,500  | -          | -           |
| 1896 | 123,000 | -          | -           |
| 1921 | 473,000 | -          | -           |
| 1921 | 718,000 | -          | -           |
| 1971 | 867,023 | -          | -           |
| 1981 | 885,737 | -          | -           |
| 1991 | 772,072 | -          | 3,444,358   |
| 2001 | 745,514 | 3,130,841  | 3,761,810   |

## Địa lý

### Địa chất

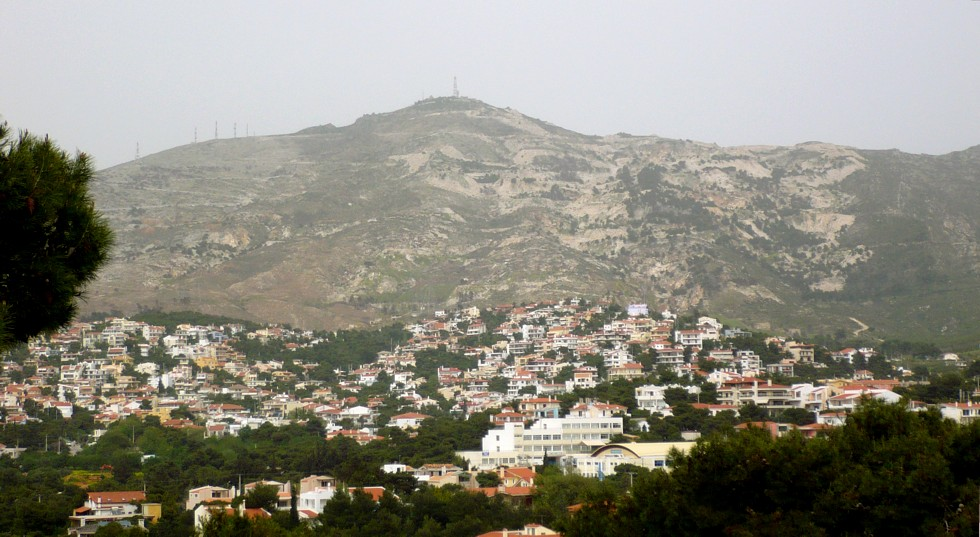
Núi Penteli, núi cao thứ hai xung quanh Athens.

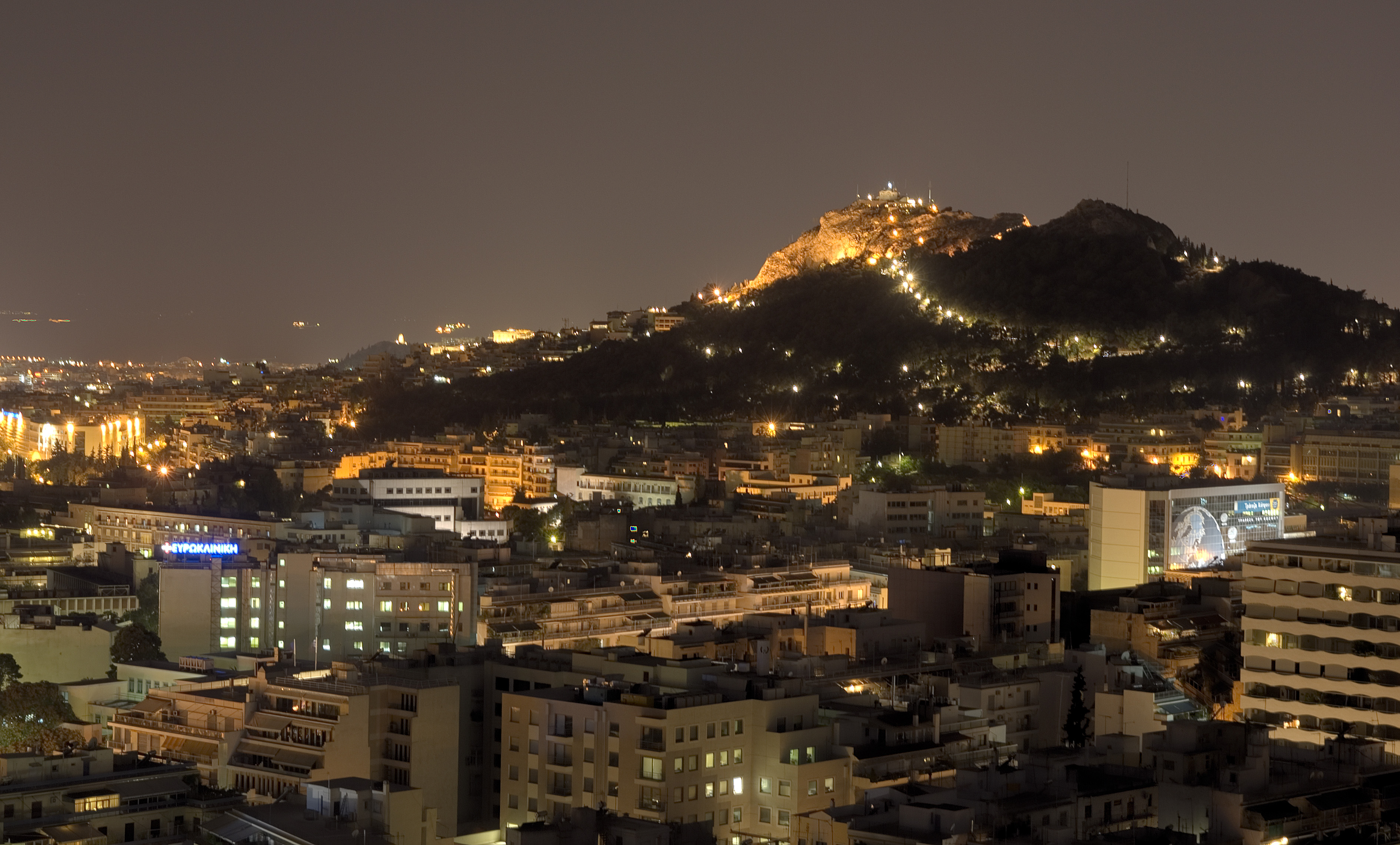
Núi Lycabettus.

Athens trải dài dọc theo vùng đồng bằng trung tâm Attica, nó thường được gọi là Bồn địa Athens hay Bồn địa Attica (tiếng Hy Lạp: Λεκανοπέδιο Αττικής). Vùng bồn địa được bao quanh bởi 4 dãy núi lớn: Núi Aigaleo ở phía tây, Núi Parnitha ở phía bắc, Núi Pentelicus ở phía đông bắc và Núi Hymettus ở phía đông. Qua núi Aegaleo là đồng bằng Thriasia, tạo thành phần mở rộng của đồng bằng trung tâm về phía tây. Vịnh Saronic nằm ở phía tây nam. Núi Parnitha là ngọn núi cao nhất trong bốn ngọn núi (1.413 m (4.636 ft)), và đã được tuyên bố là một vườn quốc gia.
Athens được tạo ra bởi một số đồi. Lycabettus là một trong những đồi cao nhất của thành phố và cung cấp nơi ngắm toàn bộ vùng bồng địa Attica. Địa mạo học của Athens được cho là một trong những nơi phức tạp nhất trên thế giới về những ngọn núi của nó tạo ra một hiện tượng nghịch nhiệt, và cùng với khó khăn của chính phủ Hy Lạp trong việc quản lý ô nhiễm, tạo ra những vấn đề về ô nhiễm không khí mà thành phố này phai đối mặt. Vấn đề này không chỉ có tại Athens; ví dụ, Los Angeles và Thành phố Mexico cũng phải chịu vấn đề về nghịch nhiệt tương tự.
Sông Cephissus, suối Ilisos và Eridanos là những dòng sông lịch sử tại Athens.

### Môi trường

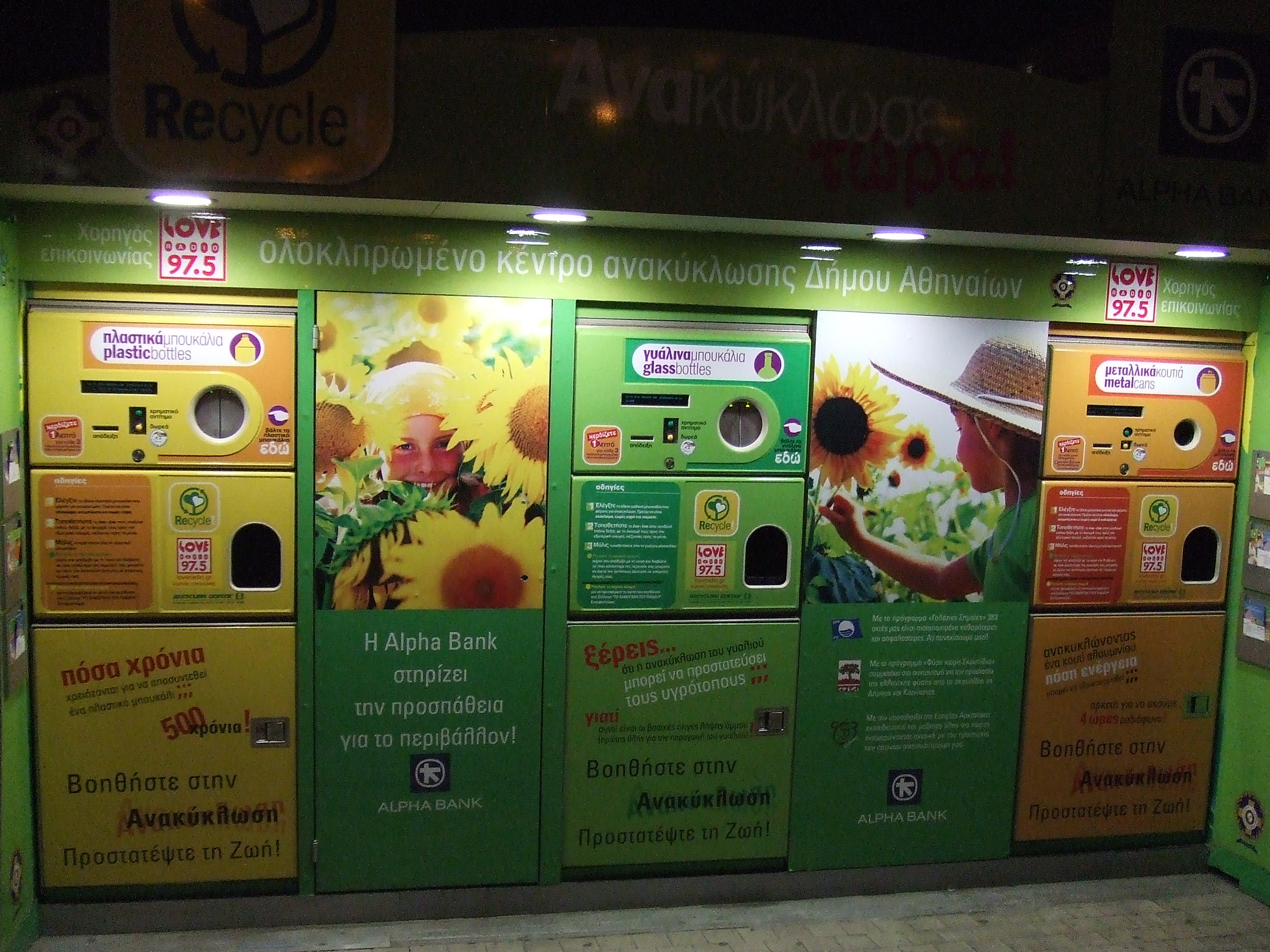
Máy tái chế tại Athens

Cuối những năm 1970, việc ô nhiễm của Athens đã có sức phá hoại lớn mà theo Bộ trưởng Bộ Văn hóa Hy Lạp khi đó, Constantine Trypanis, "...những chi tiết được chạm khắc trên năm chiếc cột tượng của Erechteum đã bị thoái hóa nghiêm trọng, trong khi mặt của tượng người đua ngựa ở mặt phía tây của Parthenon đã bị xóa." Một loạt biện pháp đã được thực hiện bởi chính quyền thành phố suốt những năm 1990 giúp cho chất lượng không khí được cải thiện; sự xuất hiện của khói (hay nefos là từ mà người Athens sử dụng để gọi nó) trở nên ít phổ biến hơn.
Các biện pháp được thực hiện bởi chính quyền Hy Lạp suốt thập niên 1990 đã cải thiện chất lượng không khí tại bồn địa Attica. Tuy nhiên, ô nhiễm không khí vẫn là một vấn đề đối với Athens, đặc biệt là trong những ngày hè nóng nhất. Vào cuối tháng 6 năm 2007, vùng Attica xảy ra một số đám cháy, bao gồm đám cháy đã thiêu cháy một phần lớn của vườn quốc gia được trồng rừng tại núi Parnitha, nơi được đánh giá là đặc biệt quan trọng cho việc duy trì chất lượng không khí tốt tại Athens suốt năm. Thiệt hại của vườn quốc gia đã dẫn đến những lo lắng về việc dừng cải thiện chất lượng không khí của thành phố.
Những cố gắng lớn về việc quản lý chất thải đã được thực hiện trong thập niên 2000 (đặc biệt là nhà máy được xây trên hòn đảo nhỏ Psytalia) đã cải thiện chất lượng nước tại vịnh Saronic, và bây giờ mọi người có thể bơi được tại vùng nước biển của Athens. Vào tháng 1 năm 2007, Athens đối mặt với một vấn đề về quản lý chất thải khi bãi thải của nó gần Ano Liosia, một vùng ngoại ô Athens, đạt tới tối đa sức chứa. Cuộc khủng hoảng lắng xuống vào giữa tháng 1 khi chính quyền bắt đầu mang rác thải tới một bãi thải tạm thời.

#### Khí hậu
Athens có khí hậu cận nhiệt đới thảo nguyên (phân loại khí hậu theo Köppen BSh), với thời gian được chiếu dài sáng trong suốt cả năm (2.884 giờ nắng mỗi năm tại trạm khí tượng Thision, 1961-1990) và với số lượng mưa lớn chủ yếu xảy ra từ giữa tháng mười đến giữa tháng tư, lượng mưa còn lại thưa thớt trong mùa hè và thường có dạng mưa phun sương hoặc các cơn bão. Do nằm ở vị trí sườn khuất mưa của núi Parnitha, khí hậu của Athens khô hơn nhiều so với phần còn lại của khu vực châu Âu Địa Trung Hải. Các vùng ngoại ô miền núi phía Bắc, có một mô hình hơi khác biệt về khí hậu, với nhiệt độ thường thấp hơn. Sương mù dày đặc hiếm xảy ra ở trung tâm thành phố nhưng thường xuyên hơn ở phía đông, sau dãy núi Hymettus.
| Dữ liệu khí hậu của Athens (Hellenkion) 1955–1997 | Dữ liệu khí hậu của Athens (Hellenkion) 1955–1997 | Dữ liệu khí hậu của Athens (Hellenkion) 1955–1997 | Dữ liệu khí hậu của Athens (Hellenkion) 1955–1997 | Dữ liệu khí hậu của Athens (Hellenkion) 1955–1997 | Dữ liệu khí hậu của Athens (Hellenkion) 1955–1997 | Dữ liệu khí hậu của Athens (Hellenkion) 1955–1997 | Dữ liệu khí hậu của Athens (Hellenkion) 1955–1997 | Dữ liệu khí hậu của Athens (Hellenkion) 1955–1997 | Dữ liệu khí hậu của Athens (Hellenkion) 1955–1997 | Dữ liệu khí hậu của Athens (Hellenkion) 1955–1997 | Dữ liệu khí hậu của Athens (Hellenkion) 1955–1997 | Dữ liệu khí hậu của Athens (Hellenkion) 1955–1997 | Dữ liệu khí hậu của Athens (Hellenkion) 1955–1997 |
| Tháng                                             | 1                                                 | 2                                                 | 3                                                 | 4                                                 | 5                                                 | 6                                                 | 7                                                 | 8                                                 | 9                                                 | 10                                                | 11                                                | 12                                                | Năm                                               |
| ------------------------------------------------- | ------------------------------------------------- | ------------------------------------------------- | ------------------------------------------------- | ------------------------------------------------- | ------------------------------------------------- | ------------------------------------------------- | ------------------------------------------------- | ------------------------------------------------- | ------------------------------------------------- | ------------------------------------------------- | ------------------------------------------------- | ------------------------------------------------- | ------------------------------------------------- |
| Cao kỉ lục °C (°F)                                | 22.1 (71.8)                                       | 22.0 (71.6)                                       | 25.0 (77.0)                                       | 28.4 (83.1)                                       | 33.9 (93.0)                                       | 37.5 (99.5)                                       | 42.0 (107.6)                                      | 39.2 (102.6)                                      | 37.2 (99.0)                                       | 32.2 (90.0)                                       | 25.8 (78.4)                                       | 22.5 (72.5)                                       | 42.0 (107.6)                                      |
| Trung bình ngày tối đa °C (°F)                    | 13.6 (56.5)                                       | 14.1 (57.4)                                       | 15.7 (60.3)                                       | 19.4 (66.9)                                       | 24.1 (75.4)                                       | 28.7 (83.7)                                       | 31.8 (89.2)                                       | 31.7 (89.1)                                       | 28.2 (82.8)                                       | 23.2 (73.8)                                       | 18.8 (65.8)                                       | 15.2 (59.4)                                       | 22.0 (71.6)                                       |
| Trung bình ngày °C (°F)                           | 10.3 (50.5)                                       | 10.6 (51.1)                                       | 12.3 (54.1)                                       | 15.9 (60.6)                                       | 20.7 (69.3)                                       | 25.2 (77.4)                                       | 28.0 (82.4)                                       | 27.8 (82.0)                                       | 24.2 (75.6)                                       | 19.5 (67.1)                                       | 15.4 (59.7)                                       | 12.0 (53.6)                                       | 18.5 (65.3)                                       |
| Tối thiểu trung bình ngày °C (°F)                 | 7.0 (44.6)                                        | 7.1 (44.8)                                        | 8.4 (47.1)                                        | 11.4 (52.5)                                       | 15.8 (60.4)                                       | 20.1 (68.2)                                       | 22.8 (73.0)                                       | 22.8 (73.0)                                       | 19.6 (67.3)                                       | 15.6 (60.1)                                       | 12.0 (53.6)                                       | 8.8 (47.8)                                        | 14.3 (57.7)                                       |
| Thấp kỉ lục °C (°F)                               | −2.9 (26.8)                                       | −3.2 (26.2)                                       | −1.6 (29.1)                                       | 4.2 (39.6)                                        | 8.0 (46.4)                                        | 11.5 (52.7)                                       | 15.5 (59.9)                                       | 16.0 (60.8)                                       | 10.4 (50.7)                                       | 6.3 (43.3)                                        | 1.4 (34.5)                                        | −1.4 (29.5)                                       | −3.2 (26.2)                                       |
| Lượng Giáng thủy trung bình mm (inches)           | 48.3 (1.90)                                       | 40.9 (1.61)                                       | 39.7 (1.56)                                       | 26.0 (1.02)                                       | 15.2 (0.60)                                       | 5.6 (0.22)                                        | 5.2 (0.20)                                        | 7.0 (0.28)                                        | 9.6 (0.38)                                        | 47.8 (1.88)                                       | 55.4 (2.18)                                       | 64.1 (2.52)                                       | 364.8 (14.36)                                     |
| Số ngày giáng thủy trung bình                     | 13.2                                              | 11.8                                              | 11.9                                              | 9.7                                               | 6.8                                               | 3.7                                               | 1.6                                               | 1.8                                               | 3.9                                               | 8.9                                               | 11.3                                              | 13.7                                              | 98.3                                              |
| Độ ẩm tương đối trung bình (%)                    | 68.8                                              | 68.0                                              | 65.9                                              | 62.6                                              | 59.0                                              | 52.8                                              | 47.0                                              | 47.1                                              | 53.4                                              | 62.1                                              | 68.7                                              | 70.2                                              | 60.5                                              |
| Số giờ nắng trung bình tháng                      | 128.8                                             | 135.6                                             | 182.5                                             | 230.0                                             | 291.1                                             | 335.8                                             | 363.5                                             | 340.4                                             | 277.2                                             | 207.8                                             | 151.7                                             | 126.6                                             | 2.771                                             |
| Nguồn 1: Hellenic National Meteorological Service |                                                   |                                                   |                                                   |                                                   |                                                   |                                                   |                                                   |                                                   |                                                   |                                                   |                                                   |                                                   |                                                   |
| Nguồn 2: NOAA (nắng, 1961–1990)                   |                                                   |                                                   |                                                   |                                                   |                                                   |                                                   |                                                   |                                                   |                                                   |                                                   |                                                   |                                                   |                                                   |

| Dữ liệu khí hậu của Athens Observatory (1961–1990) | Dữ liệu khí hậu của Athens Observatory (1961–1990) | Dữ liệu khí hậu của Athens Observatory (1961–1990) | Dữ liệu khí hậu của Athens Observatory (1961–1990) | Dữ liệu khí hậu của Athens Observatory (1961–1990) | Dữ liệu khí hậu của Athens Observatory (1961–1990) | Dữ liệu khí hậu của Athens Observatory (1961–1990) | Dữ liệu khí hậu của Athens Observatory (1961–1990) | Dữ liệu khí hậu của Athens Observatory (1961–1990) | Dữ liệu khí hậu của Athens Observatory (1961–1990) | Dữ liệu khí hậu của Athens Observatory (1961–1990) | Dữ liệu khí hậu của Athens Observatory (1961–1990) | Dữ liệu khí hậu của Athens Observatory (1961–1990) | Dữ liệu khí hậu của Athens Observatory (1961–1990) |
| Tháng                                              | 1                                                  | 2                                                  | 3                                                  | 4                                                  | 5                                                  | 6                                                  | 7                                                  | 8                                                  | 9                                                  | 10                                                 | 11                                                 | 12                                                 | Năm                                                |
| -------------------------------------------------- | -------------------------------------------------- | -------------------------------------------------- | -------------------------------------------------- | -------------------------------------------------- | -------------------------------------------------- | -------------------------------------------------- | -------------------------------------------------- | -------------------------------------------------- | -------------------------------------------------- | -------------------------------------------------- | -------------------------------------------------- | -------------------------------------------------- | -------------------------------------------------- |
| Cao kỉ lục °C (°F)                                 | 22.6 (72.7)                                        | 25.3 (77.5)                                        | 26.9 (80.4)                                        | 29.9 (85.8)                                        | 35.5 (95.9)                                        | 41.7 (107.1)                                       | 42.8 (109.0)                                       | 40.7 (105.3)                                       | 38.6 (101.5)                                       | 33.5 (92.3)                                        | 27.3 (81.1)                                        | 22.1 (71.8)                                        | 42.8 (109.0)                                       |
| Trung bình ngày tối đa °C (°F)                     | 12.9 (55.2)                                        | 13.6 (56.5)                                        | 16.0 (60.8)                                        | 20.3 (68.5)                                        | 25.3 (77.5)                                        | 29.8 (85.6)                                        | 32.6 (90.7)                                        | 32.3 (90.1)                                        | 28.9 (84.0)                                        | 23.1 (73.6)                                        | 18.6 (65.5)                                        | 14.7 (58.5)                                        | 22.3 (72.1)                                        |
| Trung bình ngày °C (°F)                            | 9.3 (48.7)                                         | 9.8 (49.6)                                         | 11.7 (53.1)                                        | 15.5 (59.9)                                        | 20.2 (68.4)                                        | 24.6 (76.3)                                        | 27.0 (80.6)                                        | 26.6 (79.9)                                        | 23.3 (73.9)                                        | 18.3 (64.9)                                        | 14.4 (57.9)                                        | 11.1 (52.0)                                        | 17.6 (63.7)                                        |
| Tối thiểu trung bình ngày °C (°F)                  | 6.5 (43.7)                                         | 6.9 (44.4)                                         | 8.4 (47.1)                                         | 11.6 (52.9)                                        | 15.4 (59.7)                                        | 20.1 (68.2)                                        | 22.5 (72.5)                                        | 22.3 (72.1)                                        | 19.2 (66.6)                                        | 14.9 (58.8)                                        | 11.4 (52.5)                                        | 8.3 (46.9)                                         | 14.0 (57.2)                                        |
| Thấp kỉ lục °C (°F)                                | −4.5 (23.9)                                        | −4.0 (24.8)                                        | −2.0 (28.4)                                        | 4.3 (39.7)                                         | 7.7 (45.9)                                         | 11.8 (53.2)                                        | 16.0 (60.8)                                        | 16.1 (61.0)                                        | 11.8 (53.2)                                        | 5.9 (42.6)                                         | 0.9 (33.6)                                         | −2.7 (27.1)                                        | −4.5 (23.9)                                        |
| Lượng Giáng thủy trung bình mm (inches)            | 44.6 (1.76)                                        | 48.3 (1.90)                                        | 42.6 (1.68)                                        | 28.2 (1.11)                                        | 17.2 (0.68)                                        | 9.7 (0.38)                                         | 4.2 (0.17)                                         | 4.6 (0.18)                                         | 11.9 (0.47)                                        | 47.7 (1.88)                                        | 50.6 (1.99)                                        | 66.6 (2.62)                                        | 376.2 (14.81)                                      |
| Số ngày giáng thủy trung bình (≥ 1.0 mm)           | 6.1                                                | 5.9                                                | 5.8                                                | 4.1                                                | 2.8                                                | 1.2                                                | 0.7                                                | 0.6                                                | 1.5                                                | 4.4                                                | 5.4                                                | 6.8                                                | 45.3                                               |
| Độ ẩm tương đối trung bình (%)                     | 72                                                 | 71                                                 | 68                                                 | 62                                                 | 58                                                 | 52                                                 | 48                                                 | 49                                                 | 56                                                 | 66                                                 | 73                                                 | 73                                                 | 62                                                 |
| Số giờ nắng trung bình tháng                       | 137.9                                              | 144.5                                              | 187.5                                              | 238.9                                              | 303.3                                              | 341.2                                              | 373.7                                              | 356.5                                              | 283.4                                              | 218.5                                              | 164.3                                              | 136.4                                              | 2.886,1                                            |
| Nguồn: NOAA                                        |                                                    |                                                    |                                                    |                                                    |                                                    |                                                    |                                                    |                                                    |                                                    |                                                    |                                                    |                                                    |                                                    |

### Vị trí

#### Các khu vực

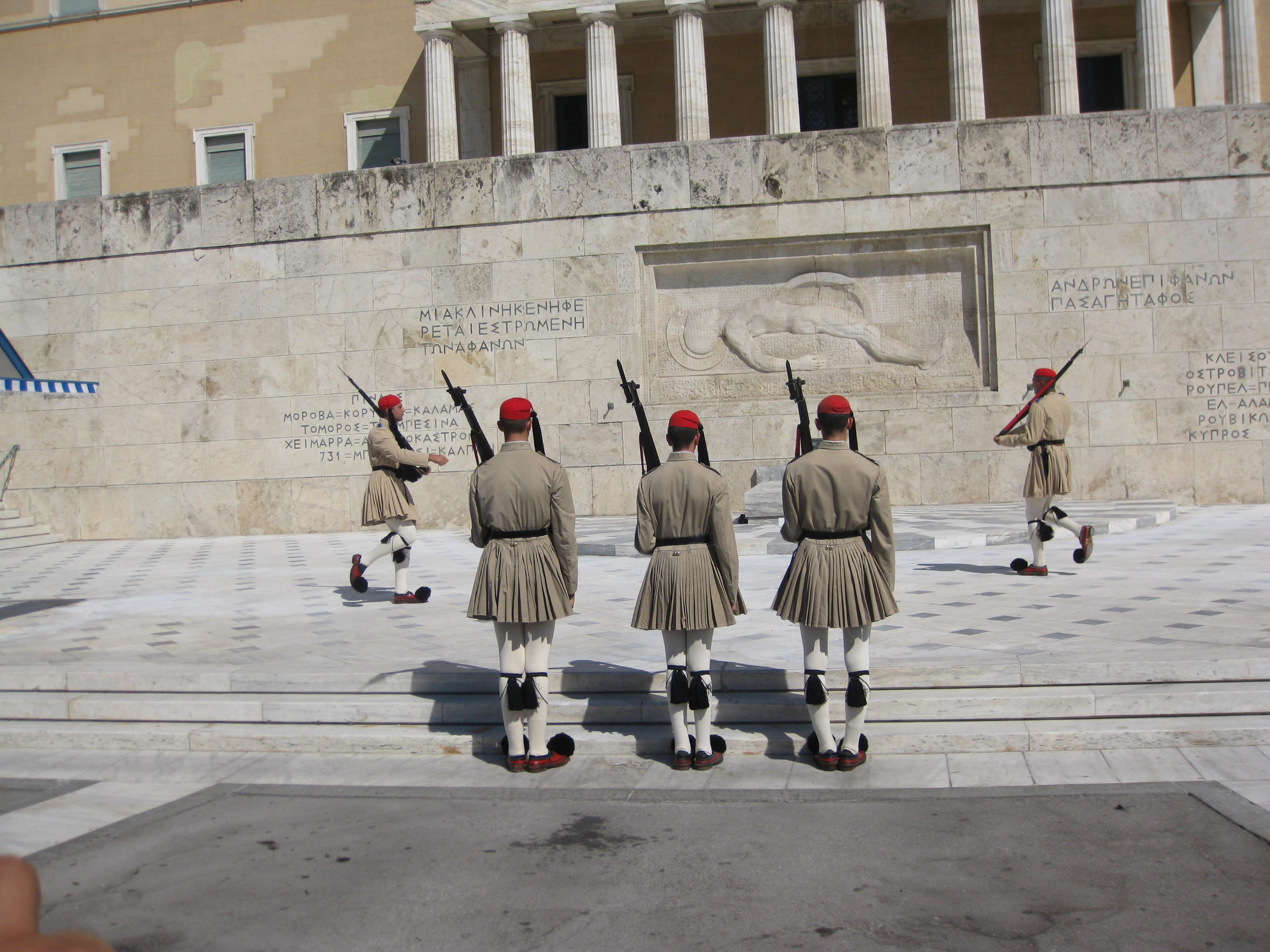
Changing of the Greek Presidential Guard in front of the Tomb of the Unknown Soldier at Syntagma Square.

Khu tự quản Athens, trungg tâm thành phố của Athens, được chia thành một số quận: Omonoia, Syntagma, Exarcheia, Agios Nikolaos, Neapolis, Lykavittos, Lofos Strefi, Lofos Finopoulou, Lofos Filopappou, Pedion Areos, Metaxourgeio, Aghios Kostantinos, Larissa Station, Kerameikos, Psiri, Monastiraki, Gazi, Thission, Kapnikarea, Aghia Irini, Aerides, Anafiotika, Plaka, Acropolis, Pnyka, Makrygianni, Lofos Ardittou, Zappeion, Aghios Spyridon, Pangrati, Kolonaki, Dexameni, Evaggelismos, Gouva, Aghios Ioannis, Neos Kosmos, Koukaki, Kynosargous, Fix, Ano Petralona, Kato Petralona, Rouf, Votanikos, Profitis Daniil, Akadimia Platonos, Kolonos, Kolokynthou, Quảng trường Attikis, Lofos Skouze, Sepolia, Kypseli, Aghios Meletios, Nea Kypseli, Gyzi, Polygono, Ampelokipoi, Panormou-Gerokomeio, Pentagono, Ellinorosson, Nea Filothei, Ano Kypseli, Tourkovounia-Lofos Patatsou, Lofos Elikonos, Koliatsou, Thymarakia, Kato Patisia, Treis Gefyres, Aghios Eleftherios, Ano Patisia, Kypriadou, Menidi, Prompona, Aghios Panteleimonas, Pangrati, Goudi và Ilisia.
- Omonoia, Quảng trường Omonoia, (tiếng Hy Lạp: Πλατεία Ομονοίας) là quảng trường cổ nhất ở Athens. Xung quanh nó là các khách sạn và nơi bán đồ ăn nhanh, và còn có ga tàu sử dụng cho Metro Athens và Ilektrikos, được gọi là ga Omonoia. Quảng trường này chủ yếu được dùng để kỷ niệm chiến thắng thể thao, như làn sau chiến thắng của quốc gia trong Euro 2004 và giải đấu Eurobasket 2005.
- Metaxourgeio (tiếng Hy Lạp: Μεταξουργείο) là một khu dân cư ở Athens. Khu này nằm ở phía bắc của trung tâm lịch sử của Athens, giữa Kolonos ở phía đông và Kerameikos ở phía tây, and north of Gazi. Metaxourgeio thường được miêu tả là một khi chuyển đổi. Sau một thời kỳ dài bị bỏ hoang ở cuối thế ký 20, khu vực này có được danh tiếng là một khu vực nghệ thuật và thời trang sau khi nhiều phòng tranh, bảo tàng, nhà hàng và quán cà phê được mở cửa. [1] Sự cố gắng của địa phương để làm đẹp đã tăng thêm cảm giác nghệ thuật. Có những tác phẩm vô danh chứa những chích dẫn và phát biểu trong cả tiếng Anh và tiếng Hy Lạp cổ ở khắp khu này, ví dụ như câu "Nghệ thuật vị nghệ thuật" (Τέχνη τέχνης χάριν). Việc trồng cây ở những khu vực công cộng cũng khiến khu vực này đẹp hơn.

## Chính phủ và chính trị
Athens trở thành thủ đô của Hy Lạp năm 1834, trước đó thủ đô là Nafplion, thủ đô lâm thời kể từ năm 1829. Khu tự quản (Thành phố) Athens cũng là thủ phủ của vùng Attica. Thuật ngữ Athens có thể đề cập đến khu tự quản Athens, vùng Đại Athens, hay đoàn bộ khu vực đô thị của Athens.

### Quan hệ quốc tế và ảnh hưởng

#### Thành phố kế nghĩa
Athens kết nghĩa với:
| - Bắc Kinh, Trung Quốc (2005) - Bethlehem, Palestine (1986) - Los Angeles, Hoa Kỳ (1984) - Nicosia, Síp (1988) - Ammochostos, Síp (2005) |

#### Đối tác
- Belgrade, Serbia (1966)[34]
- Paris, Pháp (2000)[35]
- Ljubljana, Slovenia[36]
- Naples, Ý[37]

#### Các địa điểm đặt tên theo Athens
Hoa Kỳ
| - Athens, Alabama (dân số: 24.234) - Athens, Arkansas - Athens, California - Tây Athens, California (dân số: 9.101) - Athens, Georgia (dân số: 114.983) - Athens, Illinois (dân số: 1.726) - New Athens, Illinois (dân số: 2.620) - Huyện New Athens, hạt St. Clair, Illinois (dân số: 2.620) - Athens, Indiana - Athens, Kentucky - Athens, Louisiana (dân số: 262) - Huyện Athens, hạt Jewell, Kansas (dân số: 74) - Athens, Maine (dân số: 847) - Athens, Michigan (dân số: 1.111) - Huyện Athens, Michigan (dân số: 2.571) - Athens, Minnesota - Athens Township, Minnesota (dân số: 2.322) | - Athens, Mississippi - Athens (thị trấn), New York (dân số: 3,991) - Athens (làng), New York (dân số: 1.695) - Athens, Ohio (dân số: 21.909) - Hạt Athens, Ohio (dân số: 62.223) - Huyện Athens, hạt Athens, Ohio (dân số: 27.714) - Huyện Athens, hạt Harrison, Ohio (dân số: 520) - New Athens, Ohio (dân số: 342) - Athena, Oregon (dân số: 1.270) - Athens, Pennsylvania (dân số: 3.415) - Huyện Athens, hạt Bradford, Pennsylvania (pop. 5.058) - Huyện Athens, hạt Crawford, Pennsylvania (pop. 775) - Athens, Tennessee (dân số: 13.220) - Athens, Texas (dân số: 11.297) - Athens, Vermont (dân số: 340) - Athens, West Virginia (dân số: 1.102) - Athens, Wisconsin (dân số: 1.095) |

| Canada - Huyện Athens, Ontario (dân số: 3.086) Costa Rica - Atenas (dân số: 7.716) - Atenas (canton) (pop. 23.743) Đức - Athenstedt, Saxony-Anhalt (dân số: 431) | Honduras - Atenas De San Cristóbal, Atlántida Ý - Atena Lucana, Tỉnh Salerno, Campania (dân số: 2.344) - Atina, Tỉnh Frosinone, Lazio (dân số: 4.480) Ba Lan - Ateny, Podlaskie Voivodeship (dân số: 40) Ukraina - Afini (Zoria – Зоря), Donetsk (dân số: 200) |

## Lịch sử

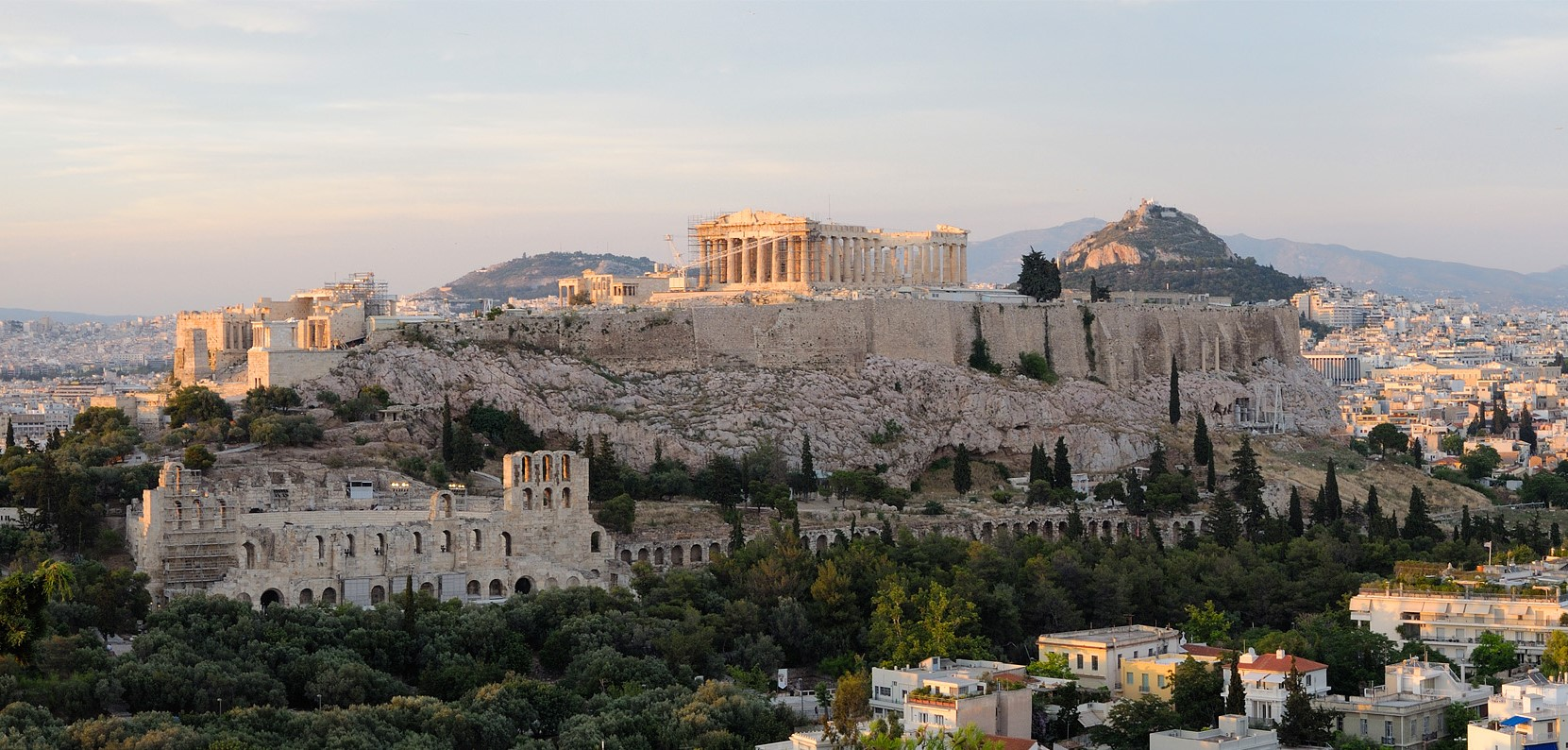
Acropolis, với Odeon của Herodes Atticus thời La Mã ở phía dưới bên trái

Sự hiện diện cổ nhất của con người ở Athens là tại hang động Schist, có niên đại giữa thiên niên kỷ thứ 11 và thiên niên kỷ thứ 7 TCN. Athens đã liên tục có người định cư trong ít nhất 7000 năm.
Tới năm 1400 TCN nơi đây đã trở thành một trung tâm quan trọng cho nền văn minh Mycenae và Acropolis từng là nơi có pháo đài Mycenae chính, những tàn tích của nó vẫn có thể được thấy từ các phần của bức tường thành Cyclopean. Không giống như các trung tâm Mycenae khác, như là Mycenae và Pylos, người ta chưa rõ liệu Athens có bị phá hủy vào khoảng năm 1200 TCN, một sự kiện thường được cho là do sự xâm lược của người Dorian, và người Athens vẫn luôn cho rằng họ là người Ionian "thuần khiết" không có liên quan đến người Dorian. Tuy nhiên, Athens, giống như nhiều nơi định cư thời đại đồ đồng khác, đã bị suy thoái kinh tế trong khoảng 150 năm sau đó.

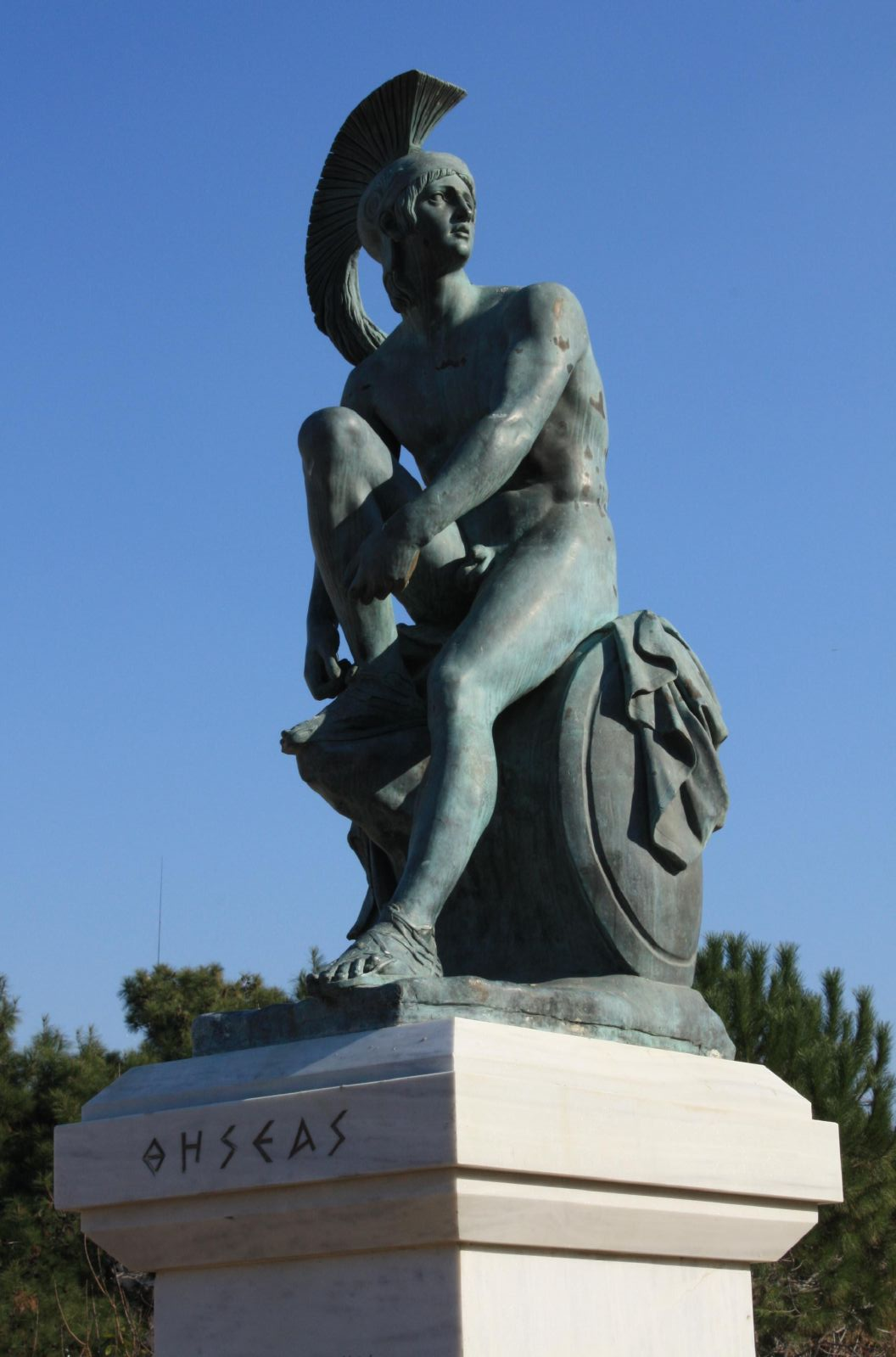
Tượng Theseus tại Thiseio. Theo thần thoại, Theseus phụ trách synoikismos ("định cư cùng nhau")—sự thống nhất chính trị của Attica dưới Athens.

Các di chỉ mai táng Thời đại đồ sắt, tại Kerameikos và các địa điểm khác, cho thấy rằng từ năm 900 TCN trở đi Athens là một trung tâm thương mại và thịnh vượng hàng đầu trong khu vực. Vị trí dẫn đầu của Athens có thể do vị trí trung tâm của nó trong thế giới Hy Lạp, thành lũy kiên cố của nó trên khu vực Acropolis và nó dễ dàng tiếp cận với biển, điều này giúp nó có lợi thế hơn so với những đối thủ cạnh tranh tại đất liền như Thebes và Sparta.

Liên minh Delos, đưới sự lãnh đạo của Athens trước Chiến tranh Peloponnesus năm 431 TCN

Vào thế kỷ thứ 6 TCN, tình trạng bất ổn xã hội lan rộng đã dẫn tới những cải cách của Solon. Điều này cuối cùng đã mở đường cho Cleisthenes khởi đầu chế độ dân chủ vào năm 508 TCN. Tới lúc này Athens đã trở thành một cường quốc hải quân với một hạm đội lớn, và đã giúp đỡ cho cuộc nổi dậy của những thành bang Ionian chống lại sự cai trị của Ba Tư. Trong các cuộc Chiến tranh Hy Lạp-Ba Tư tiếp theo, Athens, cùng với Sparta, lãnh đạo liên minh các thành bang Hy Lạp mà cuối cùng đã đẩy lùi được quân Ba Tư, giành một chiến thắng quyết định ở Marathon vào năm 490 TCN, và tại Salamis năm 480 TCN. Tuy nhiên, điều này không ngăn cản được việc Athens bị chiếm và cướp phá hai lần bởi quân Ba Tư trong vòng một năm, sau một cuộc kháng cự đầy anh dũng tại Thermopylae bởi người Sparta và những người Hy Lạp khác dẫn đầu bởi Vua Leonidas, sau khi cả Boeotia và Attica rơi vào tay người Ba Tư.
Các thập niên tiếp theo được biết đến là thời vàng son của nền dân chủ Athens, trong thời gian này Athens trở thành thành phố dẫn đầu của Hy Lạp cổ đại, với những thành tưu văn hóa của nó đặt nền móng cho nền văn minh Phương Tây. Các nhà viết kịch Aeschylus,Sophocles và Euripides đã đạt được thành tựu trong thời kỳ này, cũng như các nhà sử học Herodotus và Thucydides, bác sĩ Hippocrates, và triết gia Socrates. Dưới sự hướng dẫn của Pericles, người đã quảng bá nghệ thuật và dân chủ, Athens bắt tay vào một chương trình xây dựng Acropolis của Athens đầy tham vọng (bao gồm Parthenon), cũng như xây dựng đế chế thông qua Liên minh Delos. Ban đầu được coi là một hiệp hội của các thành phố Hy Lạp để tiếp tục cuộc chiến chống lại người Ba Tư, liên minh này nhanh chóng trở thành phương tiện cho những tham vọng hoàng gia của Athens. Những căng thẳng được tạo ra đã dẫn đến Chiến tranh Peloponnesus (431–404 TCN), trong đó Athens bị đánh bại bởi đối thủ Sparta.
Đến giữa thế kỷ thứ 4 TCN, Vương quốc Macedonia ở phía bắc Hy Lạp trở nên nổi trội trong các vấn đề của Athens. Năm 338 TCN quân đội của Philip II đánh bại liên minh của một số thành phố của Hy Lạp, trong đó có Athens và Thebes tại Trận Chaeronea, chấm dứt sự độc lập của Athens. Sau đó, dưới thời Rome, Athens được trao cho trạng thái một thành phố tự do vì các trường học ở đây được ngưỡng mộ rộng rãi. Hoàng đế La Mã Hadrian, trong thế kỷ thứ 2 SCN, xây dựng một thự viện, phòng tập thể dục, một đường dẫn nước hiện nay vẫn được sử dụng, một số đền thờ và khu bảo tồn, một cây cầu và tài trợ kinh tế cho sự hoàn thành của Đền thờ Zeus Olympia.
Vào cuối Hậu kỳ cổ đại, thành phố trải qua sự suy thoái, sau đó phục hồi lại trong nửa cuối của thời kỳ Trung Đế quốc Đông La Mã, trong thế kỷ thứ 9 đến thế kỷ thứ 10, và trở nên tương đới thịnh vượng trong thời Thập tự chinh, do được lợi từ giao thương với Ý. Sau Thập tự chinh thứ tư Công tước Athens được thành lập. Năm 1458 thành phố này bị Đế quốc Ottoman xâm chiếm và bước vào một thời kỳ suy thoái kéo dài.

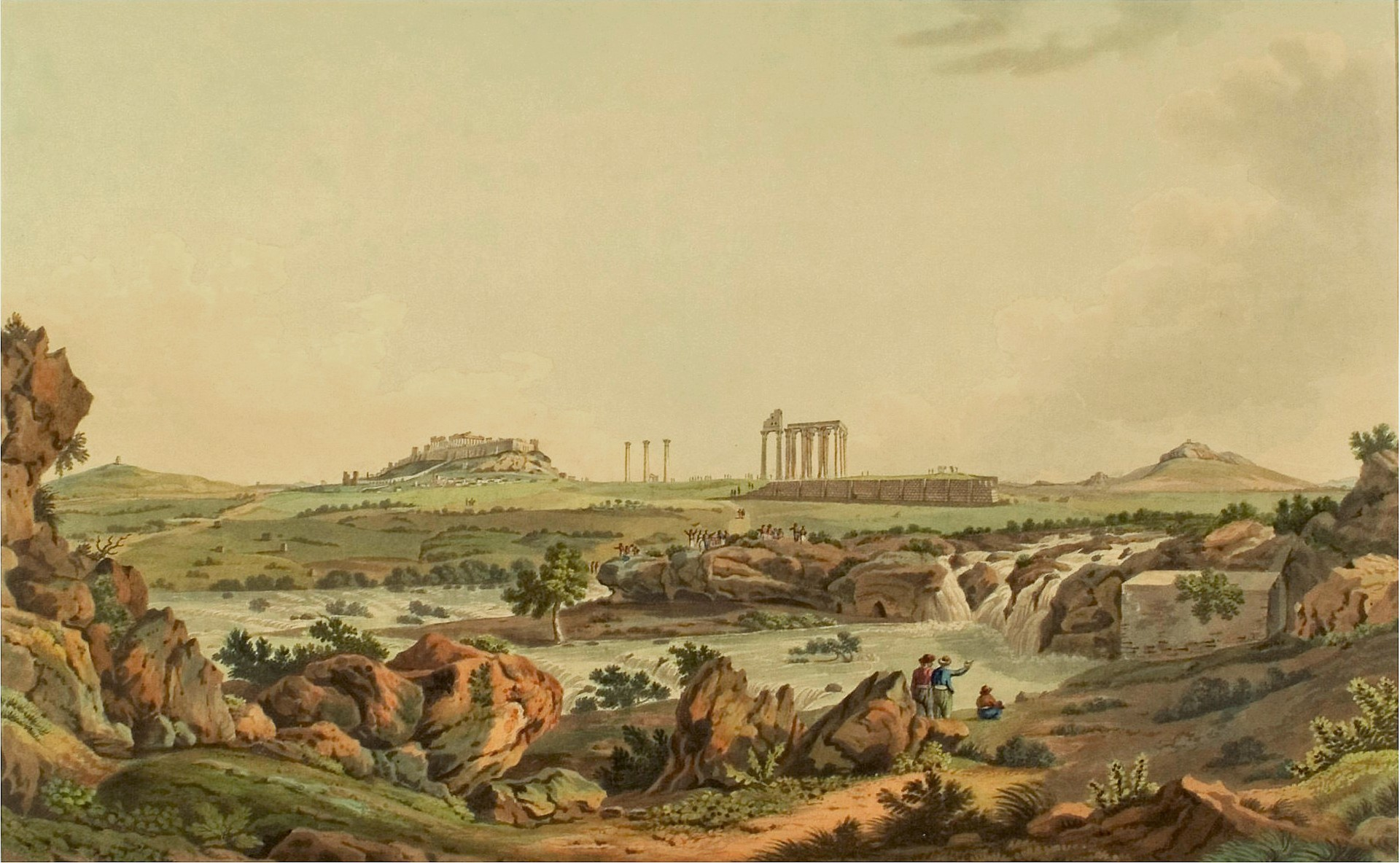
Đền thờ Zeus Olympia với sông Ilisos bởi Edward Dodwell, 1821

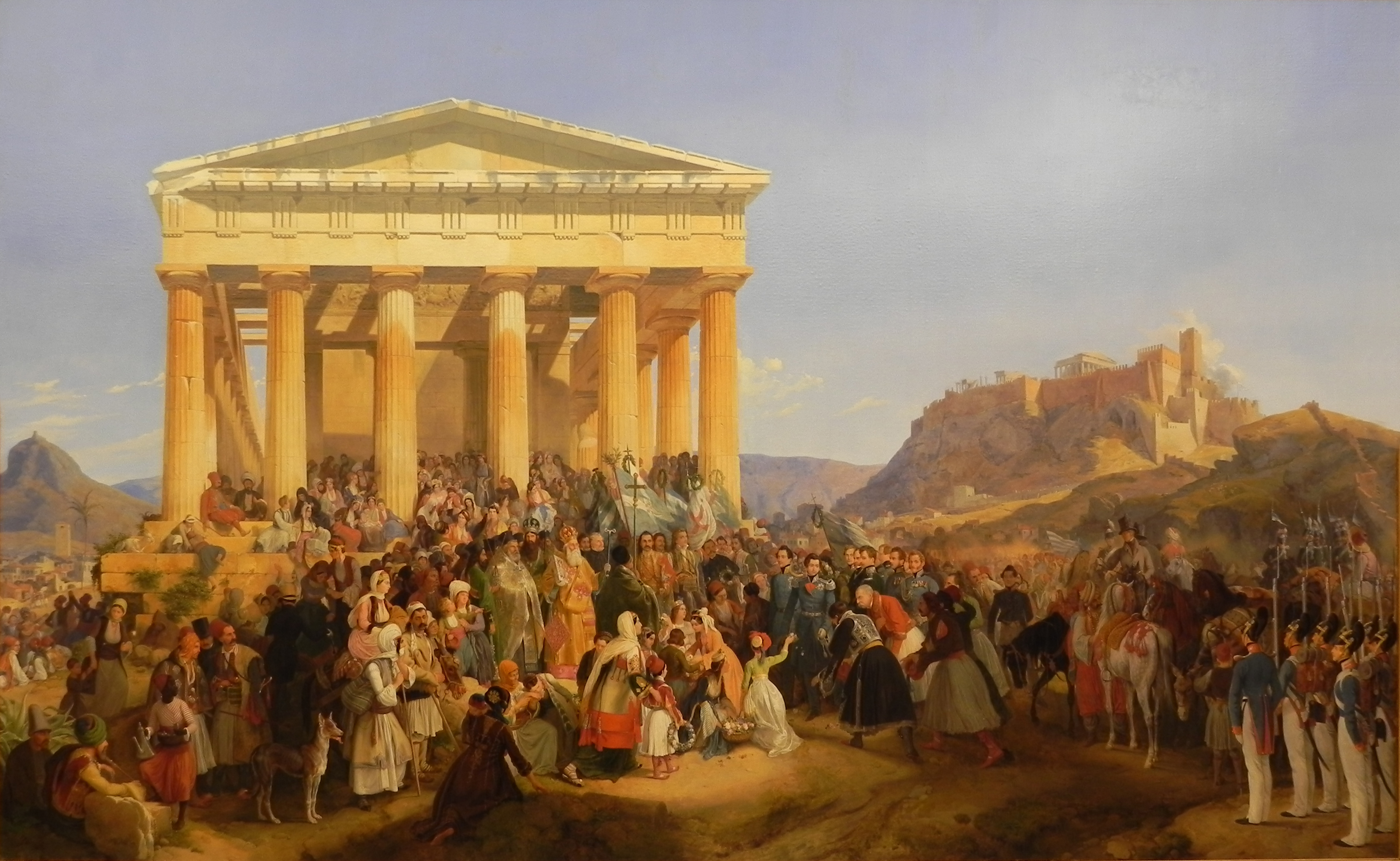
Vua Otto bước vào tại Athens, Peter von Hess, 1839.

Theo sau Chiến tranh giành độc lập Hy Lạp và sự thành lập của Vương quốc Hy Lạp, Athens được chọn là thủ đô của nhà nước Hy Lạp độc lập năm 1834, phần lớn bởi yếu tố lịch sử và tình cảm. Vào thời điểm đó nó là một thị trấn có kích thước khiêm tốn được xây dựng xung quanh chân Acropolis. Vua đầu tiên của Hy Lạp, Otto của Bavaria, đã ủy quyền cho các kiến trúc sư Stamatios Kleanthis và Eduard Schaubert thiết kế một thành phố hiện đại phù hợp với thủ đô của một nhà nước.
Quy hoạch hiện đại lần đầu tiên của thành phố bao gồm một tam giác được xác định bởi Acropolis, nghĩa địa cổ Kerameikos và cung điện mới của vua Bavarian (bây giờ là trụ sở của Chính phủ Hy Lạp), để làm nổi bật sự liên tục giữa Athens hiện đại và cổ đại. Chủ nghĩa tân cổ điển, phong cách quốc tế của kỷ nguyên này, là phong cách kiến trúc mà qua đó những kiến trúc sư Bavaria, Pháp và Hy Lạp như Hansen, Klenze, Boulanger hoặc Kaftantzoglou đã thiết kế những tòa nhà công cộng quan trọng đầu tiên của thủ đô mới. Năm 1896, Athens là chủ nhà tổ chức Thế vận hội hiện đại lần đầu tiên. Trong những năm 1920 một số người tị nạn Hy Lạp bị trục xuất khỏi Tiểu Á sau Chiến tranh Hy Lạp-Thổ Nhĩ Kỳ, làm tăng dân số của Athens; tuy nhiên đặc biệt nhất là sau Thế chiến II, và từ những năm 1950 và 1960, dân số của thành phố bùng nổ và Athens trải qua một sự mở rộng dần dần.
Trong những năm 1980 khói từ nhà máy và số lượng xe cộ tăng cao, cũng như thiếu chỗ trống do tắc nghẽn, và trở thành một thách thức quan trọng nhất của thành phố. Một loạt các biện pháp chống ô nhiễm được thực hiện bởi chính quyền thành phố trong những năm 1990, kết hợp với việc cải thiện cơ sở hạ tầng của thành phố (bao gồm xa lộ Attiki Odos, sự mở rộng tàu điện ngầm Athens, và sân bay quốc tế Athens), giúp giảm đáng kể ô nhiễm và biến Athens thành một thành phố đa chức năng hơn. Năm 2004 Athens tổ chức Thế vận hội mùa hè 2004.

## Văn hóa

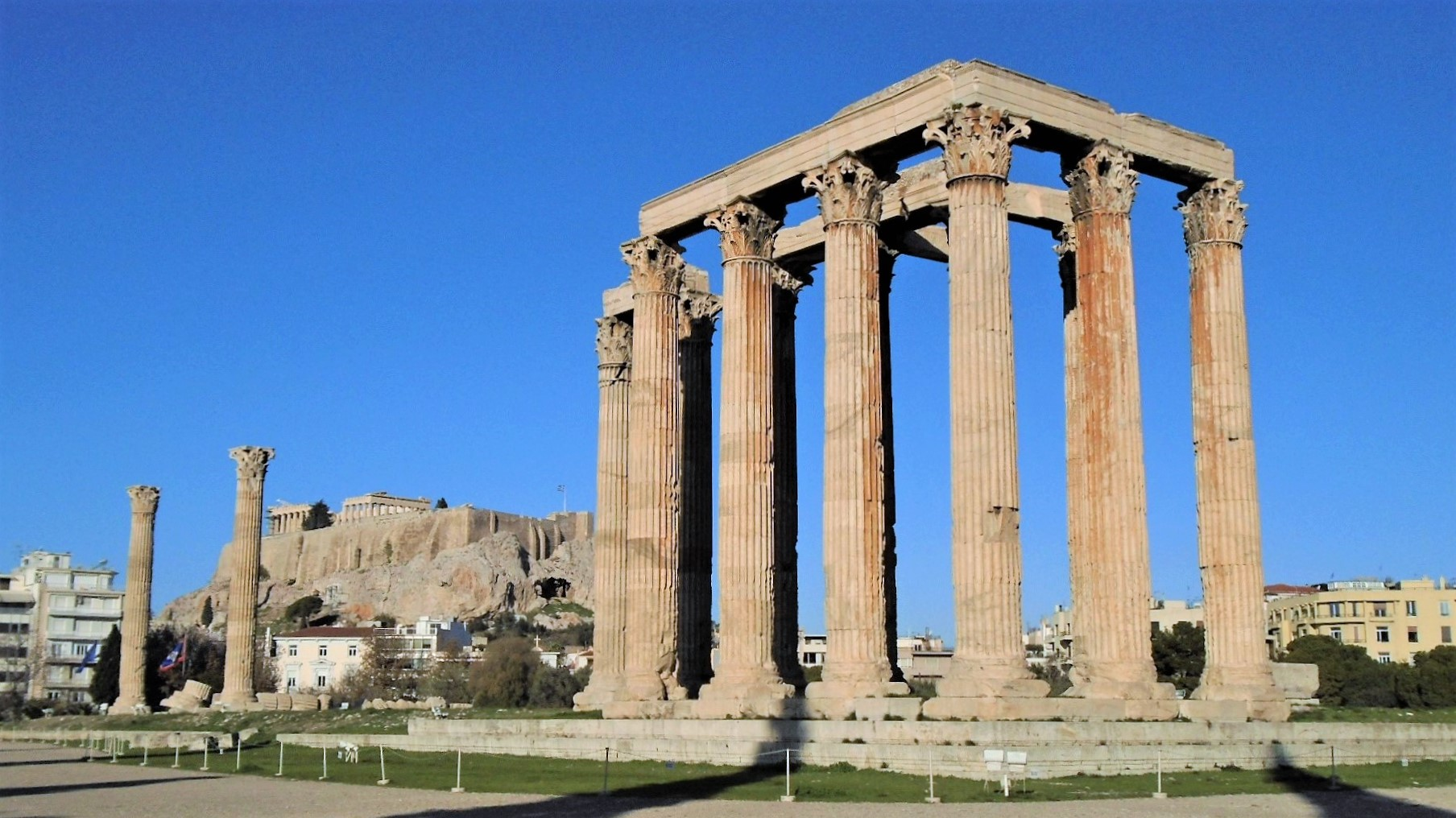
Đền Zeus Olympia

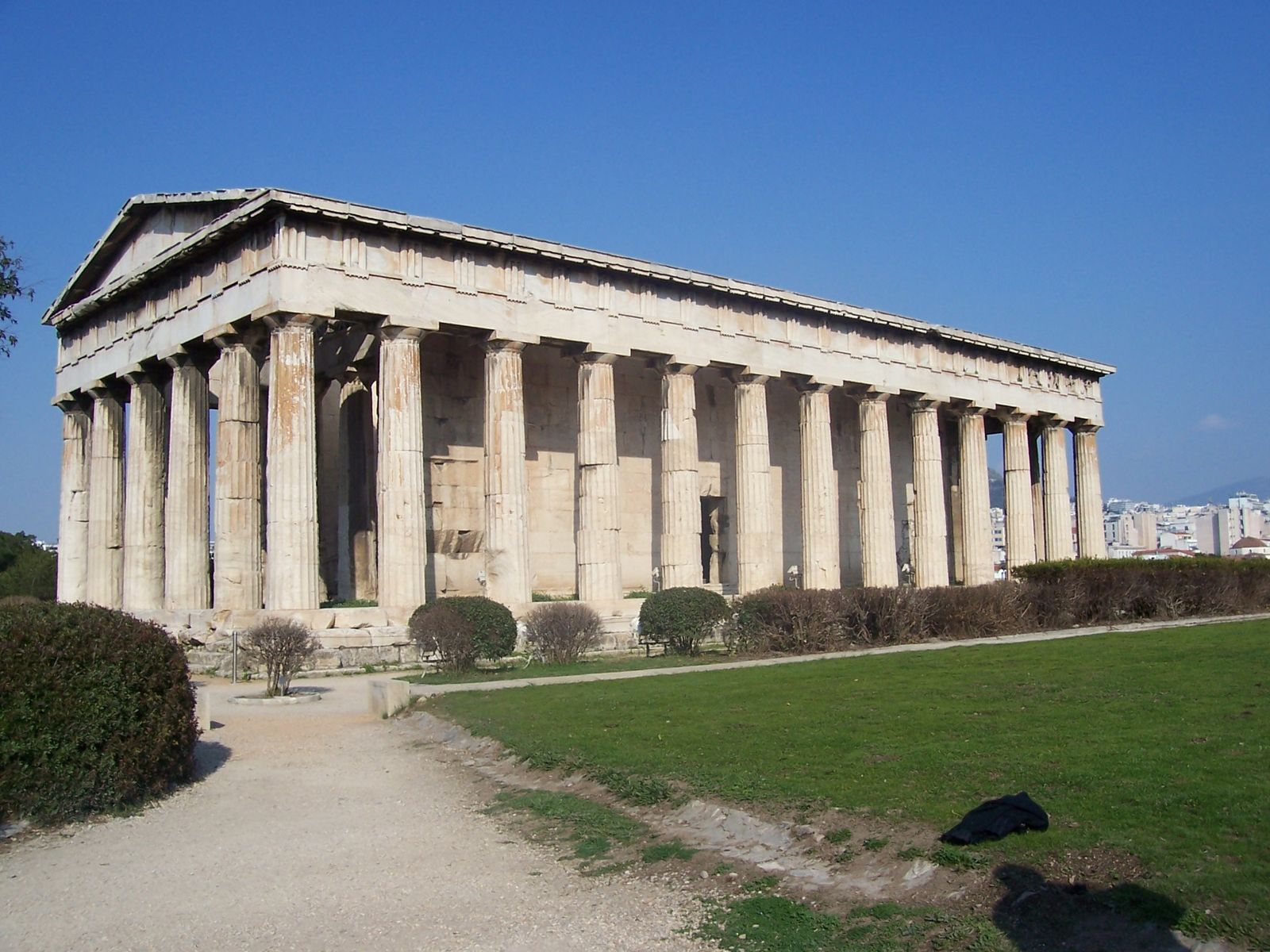
Đền Hephaestus là đền thờ Hy Lạp cổ được bảo tồn tốt nhất.

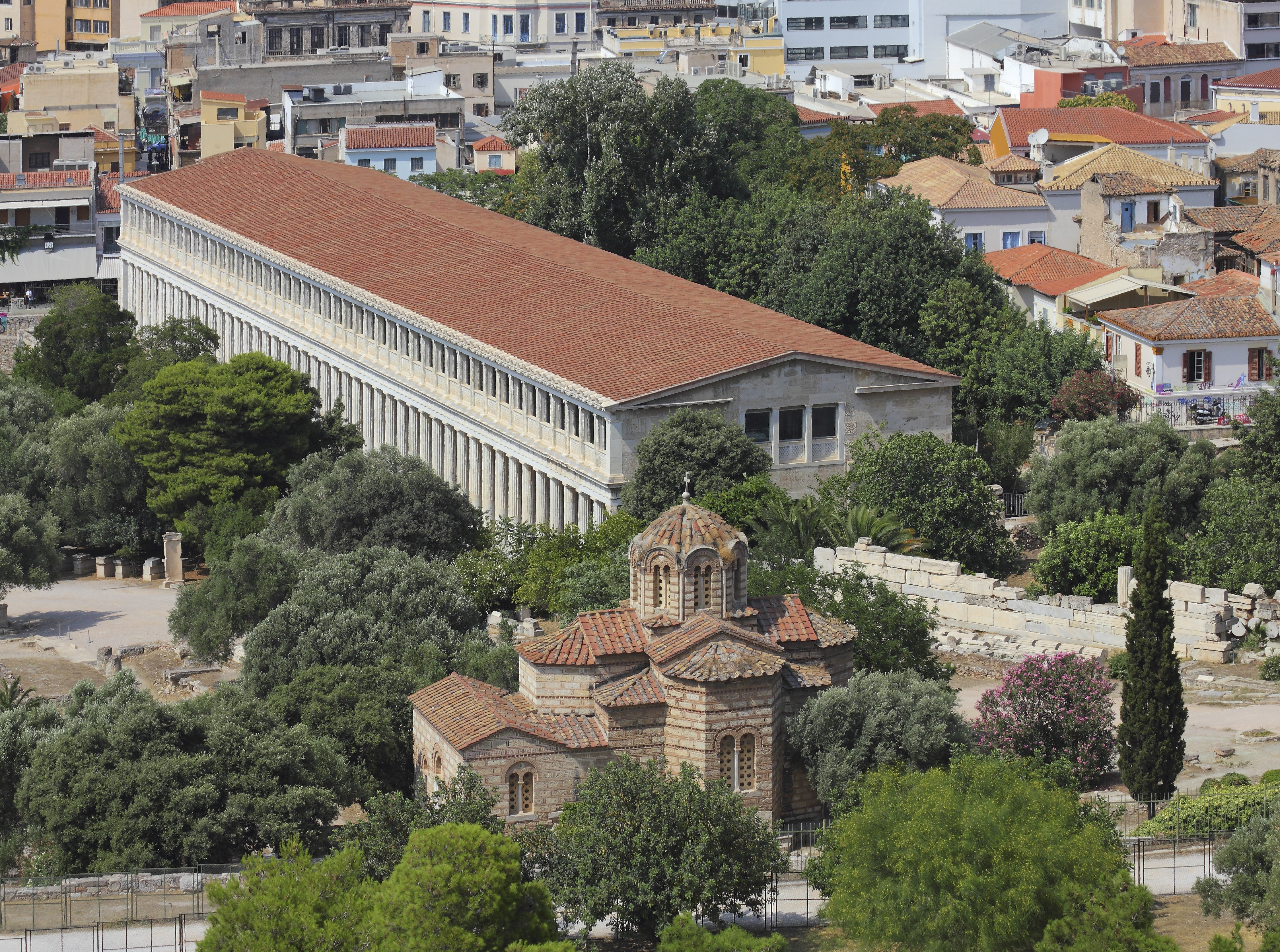
Nhà thờ Apostles bên cạnh Stoa of Attalos

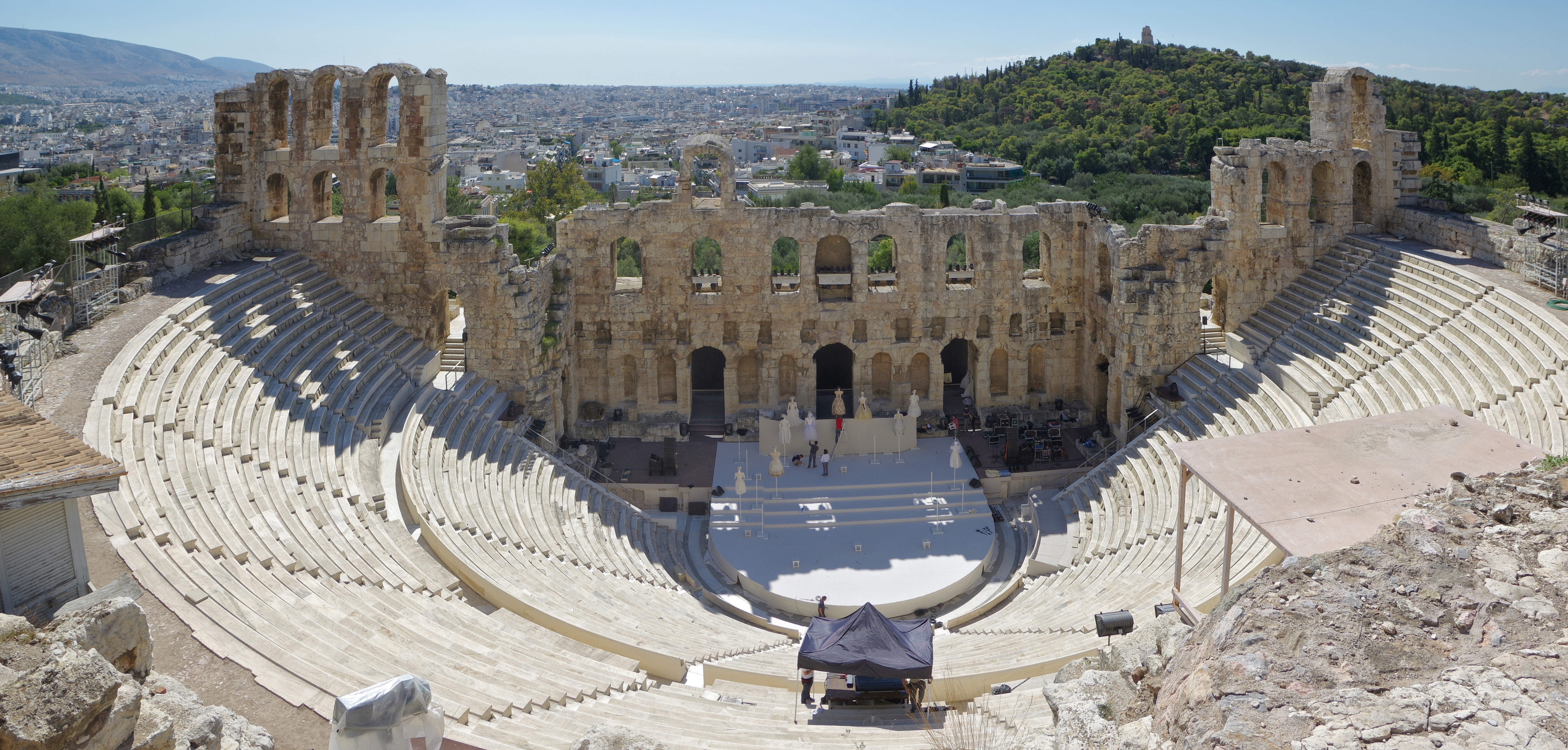
Odeon của Herodes Atticus năm 2012.

### Trung tâm khảo cổ học
Thành phố là một trung tâm nghiên cứu khảo cổ học thế giới. Cùng với các tổ chức quốc gia, như Đại học Athens và Cộng đòng Khảo cổ học, có nhièu bảo tàng khảo cổ học bao gồm Bảo tàng khảo cổ học quốc gia, Bảo tàng Cyclades, Bảo tàng Văn khắc, Bảo tàng Đế quốc Đông La Mã và Công giáo, cũng như bảo tàng tại Agora cổ, Acropolis, Kerameikos, và Bảo tàng khảo cổ học Kerameikos. Thành phố này cũng có phòng thí nghiệm Demokritos dành cho khoa học khảo cổ học, cùng với các cơ quan khảo cổ học vùng và quốc gia tạo thành Cục Văn hóa Hy Lạp.
Athens có 17 Viện khảo cổ học nước ngoài nơi hỗ trợ và phát triển nghiên cứu của những học giả từ các quốc gia. Do đó, Athens có hơn một tá các thư viện khảo cổ học và ba phòng thí nghiệm chuyên về khảo cổ học, và nó là nơi tổ chức hàng trăm bài giảng, hội nghị và chuyên đề về khảo cổ học, cũng như hàng tá triển lãm mỗi năm. Vào bất cứ thời điểm nào đều có hàng trăm học giả và nhà nghiên cứu quốc tế về mọi khía cạnh của khảo cổ học tại thành phố.

### Điêu khắc
Có thể thấy nhiều bức tượng điêu khắc khắp thành phố. Ngoài những tác phẩm tân cổ điển bởi Leonidas Drosis tại Viện hàn lâm Athens (Plato, Socrates, Apollo, Athena), những bức tượng nổi bật khác bao gồm Theseus bởi Georgios Fytalis tại Thiseion, của những người yêu Hy Lạp Lord Byron, George Canning và William Gladstone, bức tượng Theodoros Kolokotronis cưỡi ngựa bởi Lazaros Sochos ở trước Nhà Quốc hội cũ, tượng Ioannis Kapodistrias, Rigas Feraios và Adamantios Korais tại trường đại học, Evangelos Zappas và Konstantinos Zappas tại Zappeion, Ioannis Varvakis tại vườn quốc gia, "người phá gỗ" bởi Dimitrios Filippotis, tượng Alexandros Papagos cưỡi ngựa tại quận Papagou và tượng người đấu tranh cho độc lập Hy Lạp tại Pedion tou Areos. Một danh thắng quan trọng cũng là mộ của Chiến sĩ Vô danh tại Syntagma.

### Bảo tàng

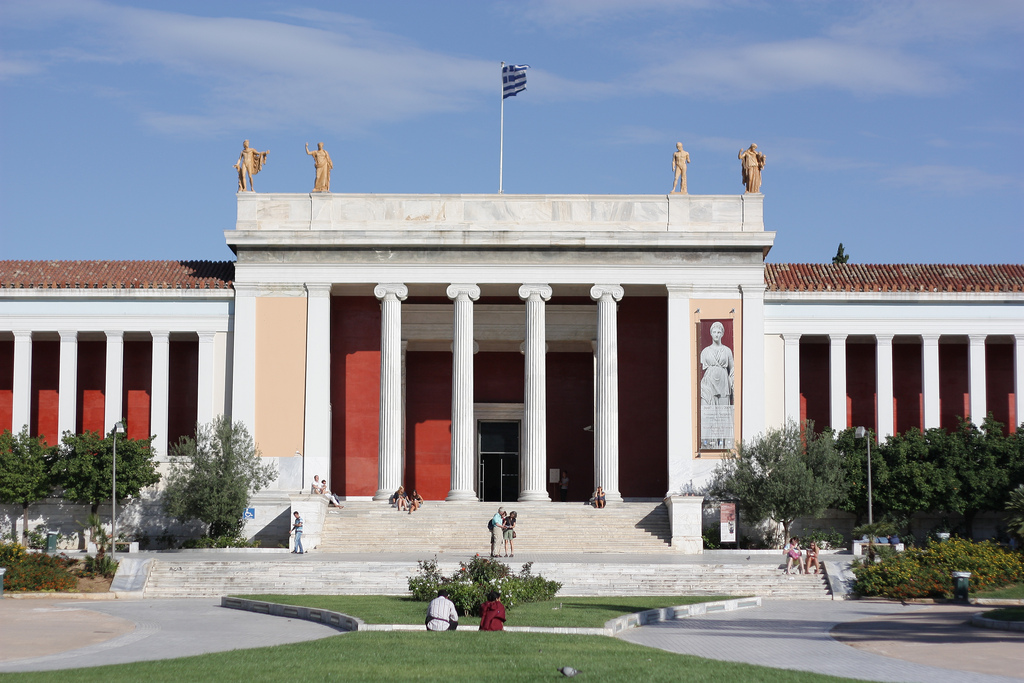
Bảo tàng khảo cổ học quốc gia tại trung tâm Athens

Những bảo tàng quan trọng nhất Athens bao gồm:
- Bảo tàng khảo cổ học quốc gia, bảo tàng khảo cổ học lớn nhất quốc gia, và một trong những bảo tàng khảo cổ học quan trọng nhât thế giới, vì nó chứa một bộ sưu tập lớn về thời cổ đại; những vật thể tại đây có niên đại trải dài trong quãng thời gian hơn 5.000 năm, từ thời Thời đại đồ đá mới muộn đến thời Hy Lạp thuộc La Mã;
- Bảo tàng Benaki với một vần bộ sưu tập chính bao gồm Đế quốc Đông La Mã cổ đại, thời kỳ Ottoman, nghệ thuật Trung Quốc, vân vân;
- Bảo tàng Đế quốc Đông La Mã và Công giáo, một trong những bảo tàng nghệ thuật Đế quốc Đông La Mã quan trọng nhất;
- Bảo tàng Hóa tệ học, có một bộ sưu tập tiền xu cổ đại và hiện đại;
- Bảo tàng Nghệ thuật Cyclades, là nơi có một bộ sưu tập nghệ thuật Cyclades lớn, bao gồm những bức tượng đá cẩm thạch trắng nhỏ;
- Bảo tàng Acropolis Mới, mở cửa năm 2009, và thay thế bảo tàng cũ tại Acropolis. Bảo tàng mới đã có độ phổ biến đáng kể; gần một triệu người ghé thăm chỉ trong khoảng thời gian mùa hè từ tháng 6 đến tháng 10 năm 2009. Cũng có một số bảo tàng tư nhân nhỏ hơn về văn hóa và nghệ thuật Hy Lạp.
- Bảo tàng Khảo cổ học Kerameikos, một bảo tàng trưng bày các hiện vật từ nơi chôn cất Kerameikos. Hầu hết những đồ gốm và các vật khác có liên quan đến suy nghĩ của người Athens về cái chết và thế giới bên kia, qua nhiều thời kỳ.
- Bảo tàng Do Thái Hy Lạp, một bảo tàng mô tả lịch sử và văn hóa của cộng đồng người Do Thái Hy Lạp.

### Du lịch
Athens đã là một điểm đến phổ biến với du khách từ thời cổ đại. Trong thập kỷ trước, cơ sở hạ tầng và tiện ích xã hội của thành phố đã được cải thiện, một phần là nhờ thành công của nó khi được chọn là địa điểm tổ chức Thế vận hội mùa hè 2004. Chính phủ Hy Lạp, được hỗ trợ bởi EU, đã trợ cấp nhiều dự án cơ sở hạ tầng như sân bay quốc tế Eleftherios Venizelos hiện đại, sự mở rộng của hệ thống Metro Athens, và xa lộ Attiki Odos mới.
Athens được chọn là thành phố đáng ghé thăm thứ 3 Châu Âu năm 2015 bởi European Best Destination. Hơn 240.000 đã bình chọn.

#### Thế vận hội

##### Thế vận hội mùa hè 1896

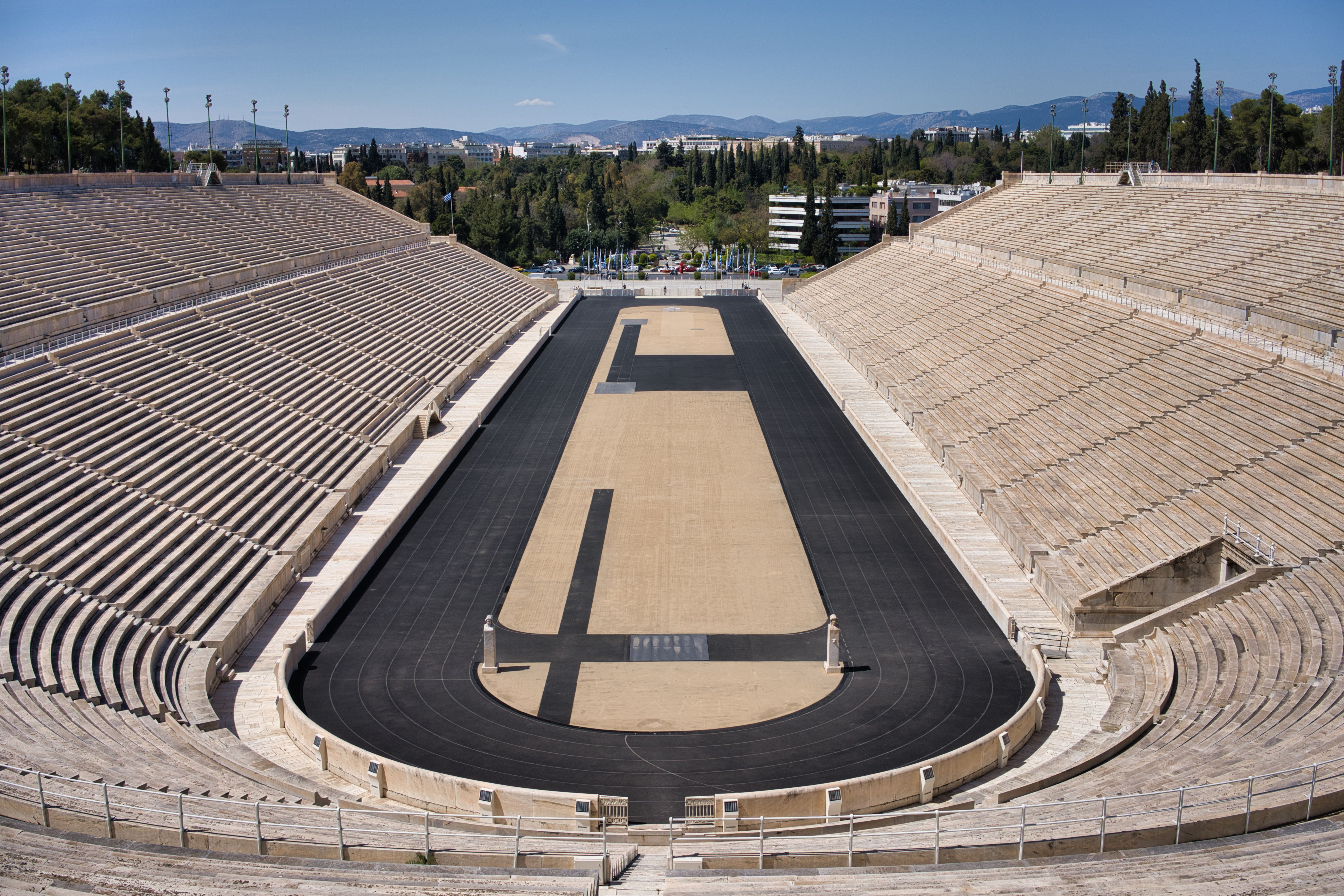
Sân vận động Panathenaic (Kallimarmaro)

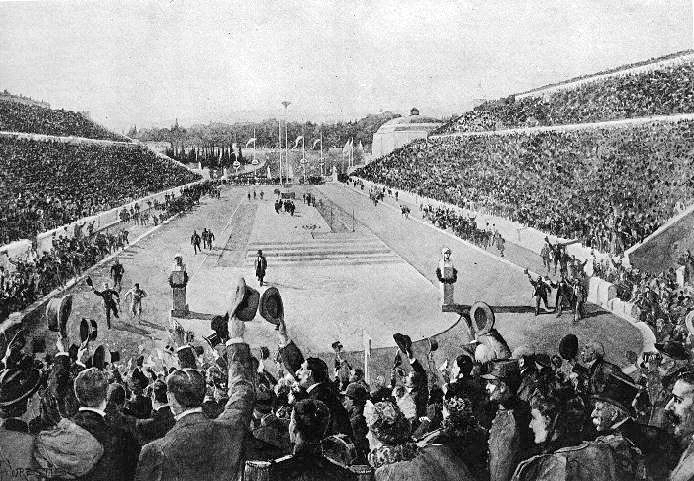
Spyridon Louis bước vào Sân vận động Panathenaic ở cuối cuộc đua marathon

Năm 1896 mang lại sự hồi sinh của Thế vận hội hiện đại, bởi người đàn ông Pháp Pierre de Coubertin. Nhờ những nỗ lực của ông, Athens Nhờ những nỗ lực của mình, Athens đã được trao giải Thế vận hội Olympic hiện đại đầu tiên. Năm 1896, thành phố này có dân số là 123.000 người và sự kiện này đã góp phần nâng cao thứ hạng quốc tế của thành phố. Trong những địa điểm được sử dụng cho Thế vận hội này, sân vận động Kallimarmaro, và Zappeion là nưhunxg nơi quan trọng nhất. Kallimarmaro là bản sao của các sân vận động Athens cổ đại, và là sân vận động lớn duy nhất (có sức chứa 60.000) được làm hoàn toàn bằng đá cẩm thạch từ núi Penteli, giống với vật liệu dùng để xây dựng Parthenon.

##### Thế vận hội Mùa hè 1906
Thế vận hội Mùa hè 1906 được tổ chức tại Athens.

## Giao thông

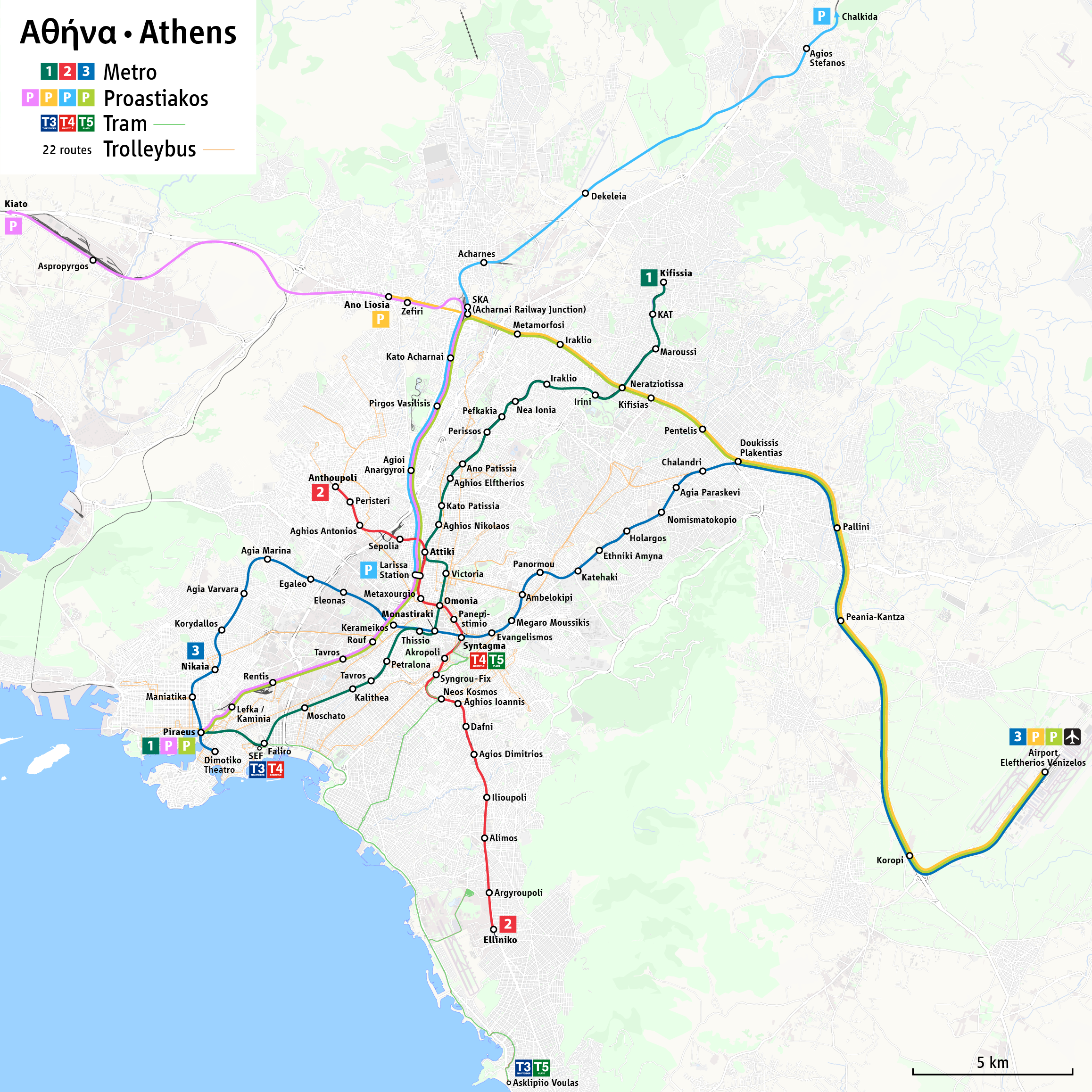
Hệ thống đường sắt đô thị (Metro, Suburban, Tram), bao gồm những kế hoạch mở rộng trong tương lai

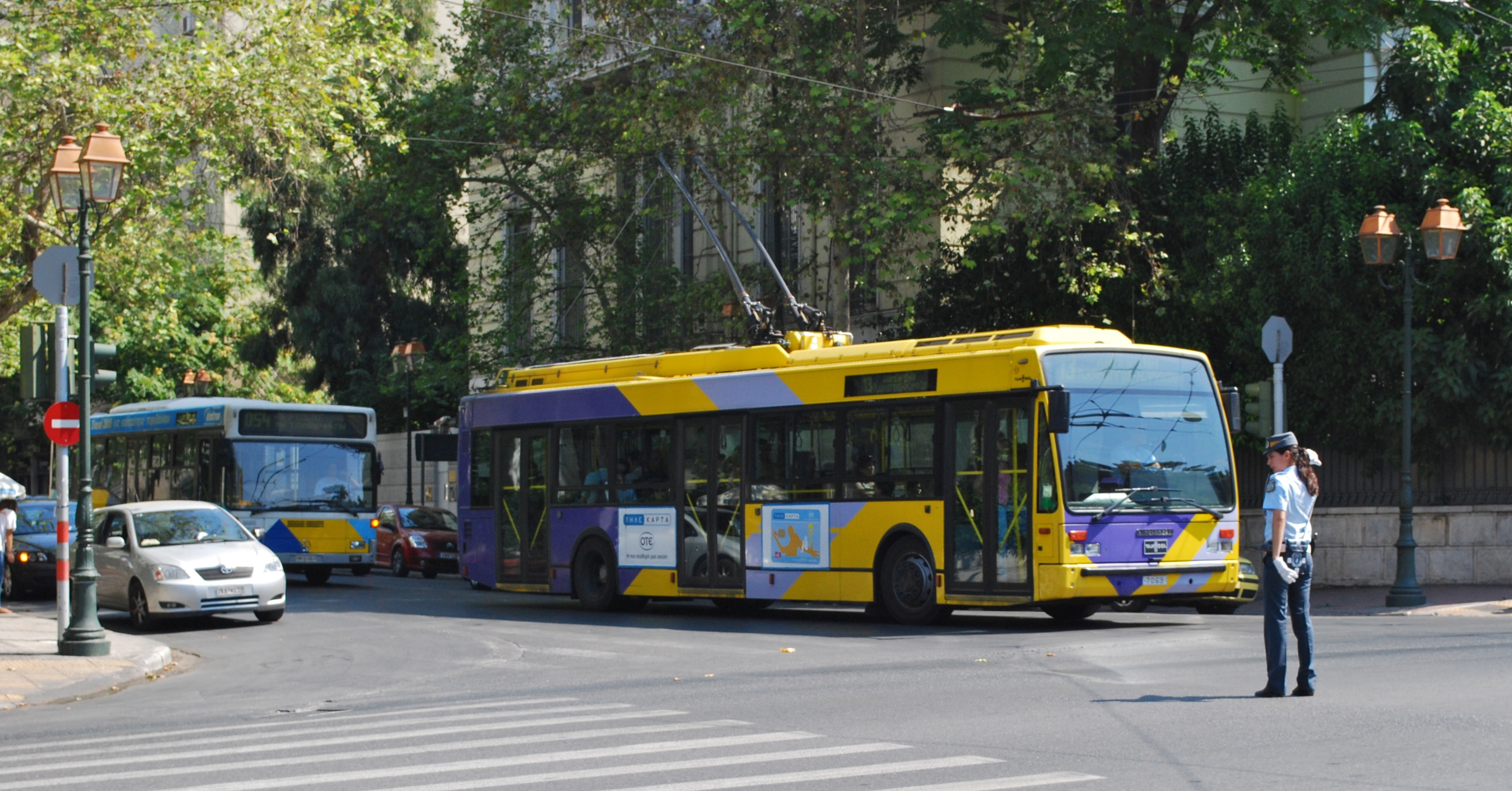
A trolleybus and a bus in central Athens

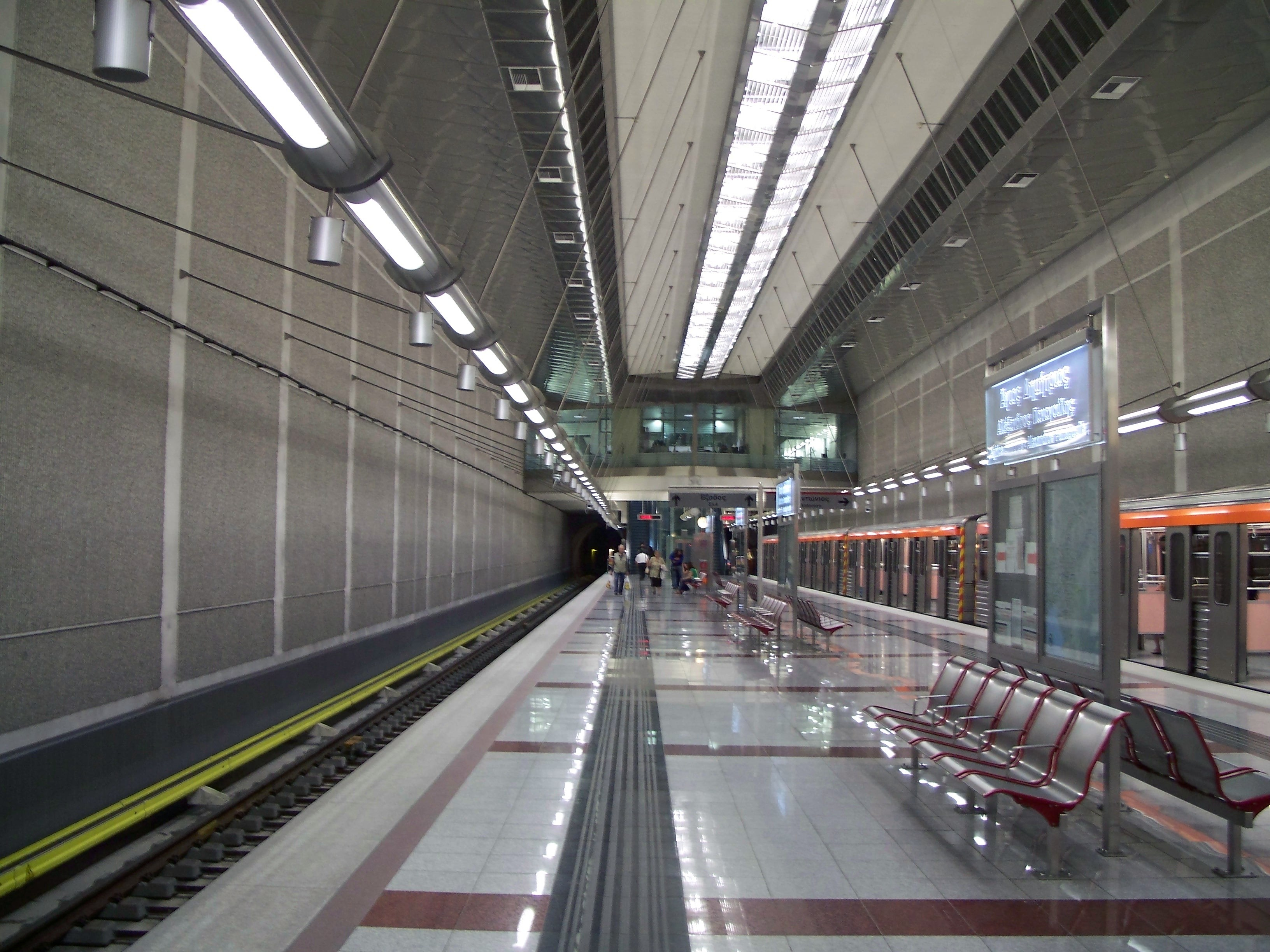
Agios Dimitrios station with an island platform

Athen có các dạng vận tải đa dạng, hình thành nên một mạng lưới vận tải công cộng lớn nhất Hy Lạp. Hệ thống vận tải công cộng (mass transit) gồm buýt phục vụ trung tâm đô thị, mạng lưới tàu điện và xe điện, kết nối với các ngoại ô phía nam với trung tâm thành phố.

### Vận tải bằng xe buýt
Ethel (tiếng Hy Lạp: ΕΘΕΛ) (Etaireia Thermikon Leoforeion), hoặc Thermal Bus Company, là nhà vận tải bằng buýt chính ở Athens. Hệ thống này gồm khoảng 300 tuyết xe buýt bao phủ toàn vùng đô thị Athens, với số nhân viên 5.327, và 1.839 xe buýt. Trong số 1.839 xe buýt thì có 416 chạy bằng khí thiên nhiên nén, nên là hệ thống xe buýt sử dụng khí thiên nhiên lớn nhất châu Âu.
Ngoài các loại xe buýt trên dùng khí thiên nhiên và dùng dầu diesel, khu vực nội ô của Athens cũng còn các xe buýt điện. Hệ thống xe buýt này do xe buýt điện vùng Athens-Pireaus vận hành, hay ILPAP (tiếng Hy Lạp: ΗΛΠΑΠ), gồm có 22 tuyến với 1.137 nhân viên. Tất cả 366 xe buýt điện đều được trang bị song hành cùng hệ thống sử dụng diesel để sử dụng trong trường hợp mất điện.
Xe buýt kết nối vùng và quốc tế được cung cấp bởi KTEL từ hai bến xe buýt liên thành phố, bến xe buýt Kifissos A và bến xe buýt Liosion B, cả hai đều nằm ở vùng tây bắc thành phố. Kifissos cung cấp kết nối về phía Peloponnese và Attica, trong khi Liosion được sử dụng để đến những địa điểm xa nhất về phía bắc của vùng đất liền.

### Metro Athens

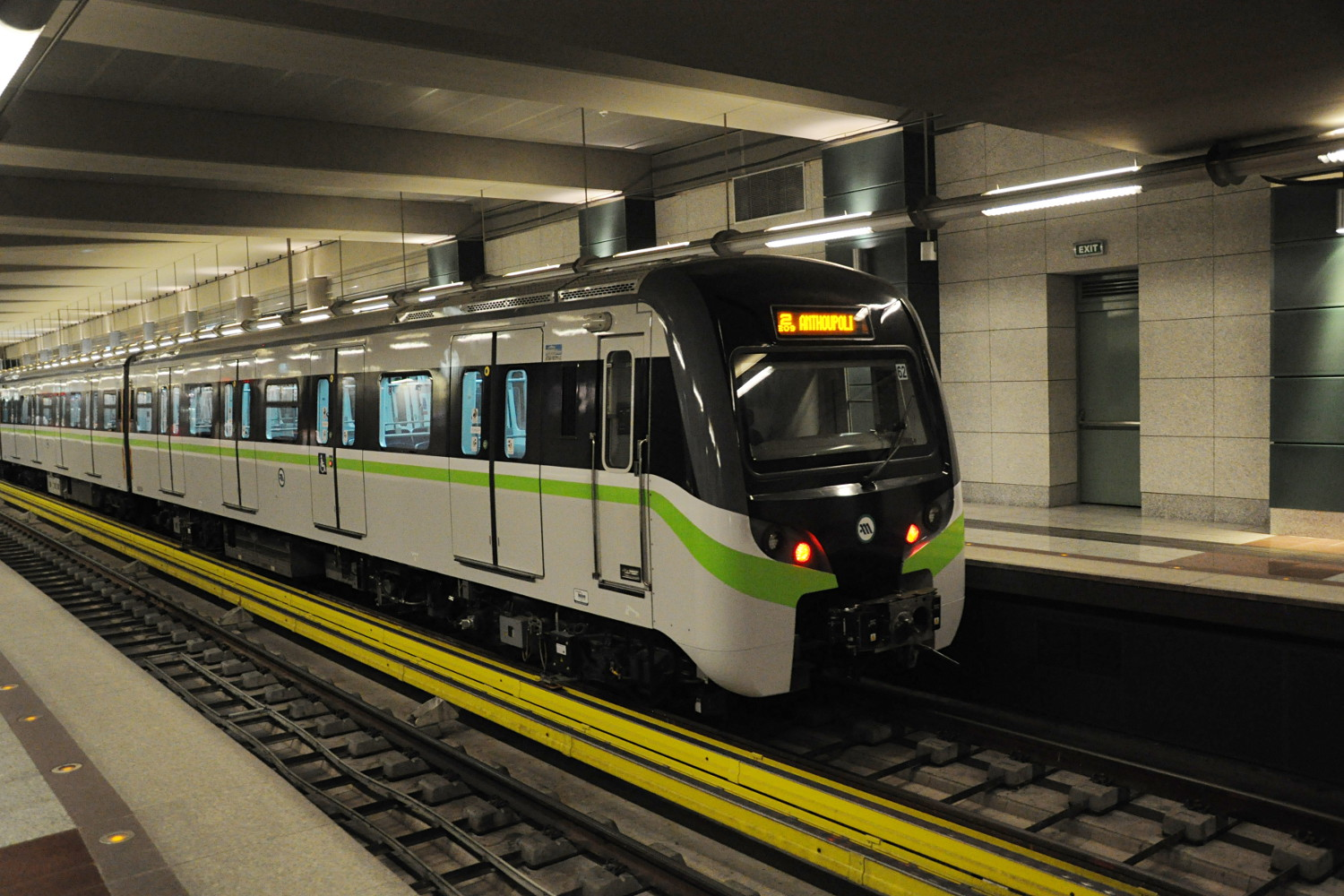
Tàu metro Athens

Metro Athens thường được biết đến tại Hy Lạp là Attiko Metro (tiếng Hy Lạp: Αττικό Mετρό) và nó cung cấp giao thông công cộng khắp Vùng Đô thị Athens. Ngoài mục đích chính của nó là vận tải, nó còn là nơi chứa những cổ vật tìm thấy khi đang xây dựng hệ thống này. Metro Athens có 387 nhân viên vận hành và gồm hai trong ba tuyến metro của Athens; bao gồm tuyến Đỏ (tuyến 2) và Xanh (tuyến 3), được xây phần lớn vào những năm 1990, với phần ban đầu mở cửa vào tháng 1 năm 2000. Tất cả các tuyến đều chạy ngầm hoàn toàn đội tàu gồm 42 tàu với 252 xe trong hệ thống, hàng ngày được lấp đầy bởi 550.000 hành khách.
Tuyến Đỏ (tuyến 2) chạy từ ga Anthoupoli đến ga Elliniko và có quãng đường tổng cộng là 17,5 km (10,9 mi). Tuyến này kết nối vùng ngoại ô phía tây Athens với vùng ngoại ô phía đông nam qua trung tâm Athens. Tuyến này kết nối với các ga tuyến Xanh (tuyến 1) tại Attiki và ga Quảng trường Omonoia. Tuyến này cũng được kết nối với tuyến Xanh (tuyến 3) tại ga Quảng trường Syntagma và được kết nối với xe điện tại Quảng trường Syntagma, Sygrou-Fix và ga Agios Ioannis.
Tuyến Xanh (tuyến 3) chạy từ các vùng ngoại ô phía tây, từ Agia Marina đến ga Egaleo, qua các ga trung tâm Monastiraki và Syntagma đến đại lộ Doukissis Plakentias tại vùng ngoại ô Halandri phía đông bắc, đi qua quãng đường 16 km (10 mi), sau đó đi lên mặt đất và tới sân bay quốc tế Eleftherios Venizelos, sử dụng hạ tầng đường sắt ngoại ô và kéo dài quãng đường thêm 39 km (24 mi). Lần mở rộng mùa xuân 2007 từ phía tây Monastiraki, tới Egaleo, kết nối một số trung tâm thú vui về đêm chính của thành phố, gồm các trung tâm ở Gazi (ga Kerameikos) với Psirri (ga Monastiraki) và trung tâm thành phố (ga Syntagma). Tuyến này đang được mở rộng về các vùng ngoại ô phía tây nam của Athens, tới cảng và trung tâm của Piraeus. Các ga mới sẽ bao gồm ga Agia Barvara, Koridallos, Nikaia, Maniatika, Piraeus và Dimotiko Theatro. Việ xây dựng sẽ được hoàn thành năm 2017, kết nối cảng Piraeus là cảng lớn nhất Hy Lạp với sân bay lớn nhất Hy Lạp là sân bay quốc tế Athens.

#### Tàu điện (ISAP)

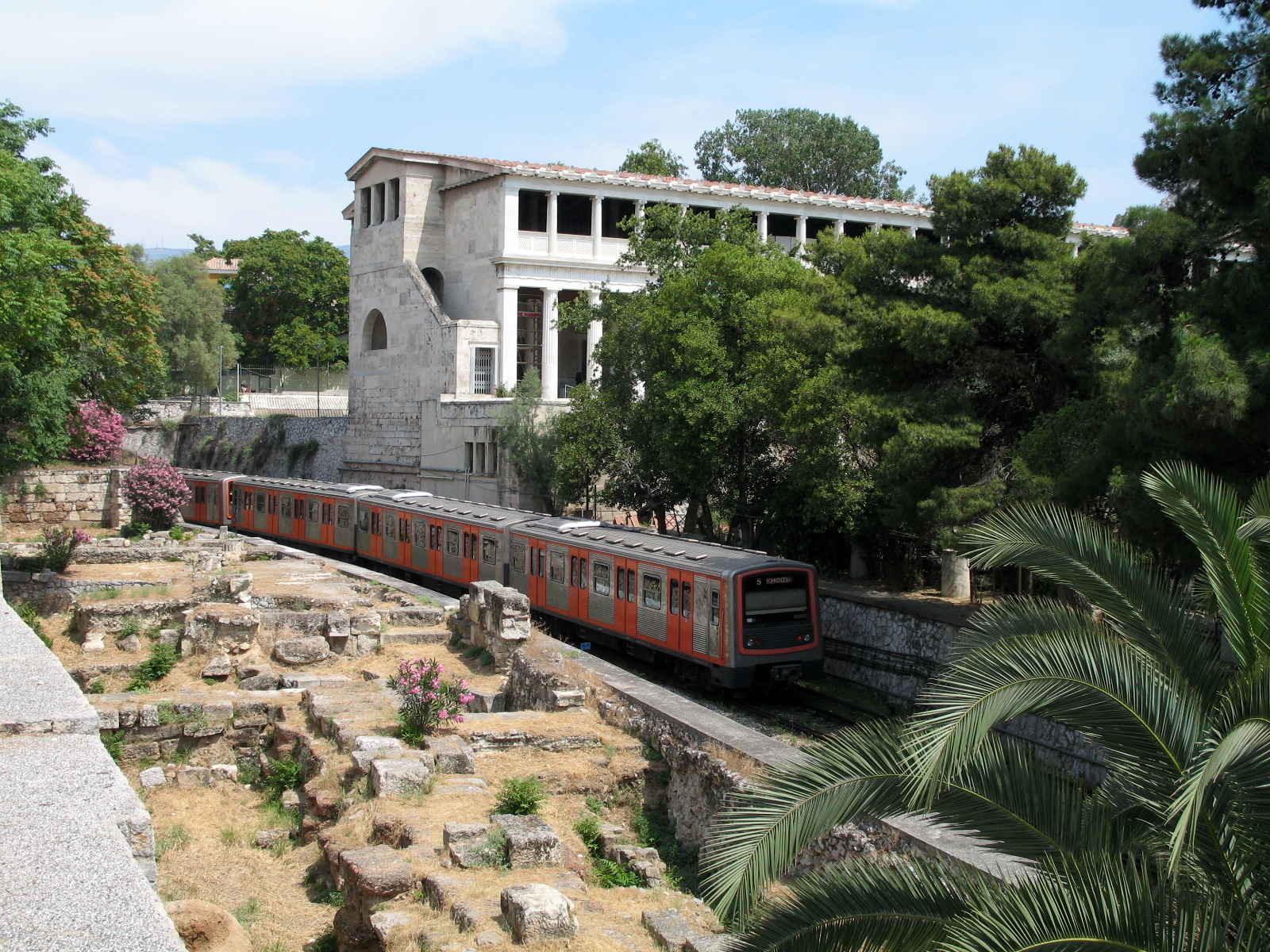
Một chiếc tàu ISAP (tuyến xanh lá cây) đi qua Stoa of Attalos ở trung tâm Athens

Không được vận hành bởi công ty Metro Athens, là ISAP (tiếng Hy Lạp: ΗΣΑΠ), tuyến của Công ty tàu điện, đã phục vụ giao thông đường sắt cơ bản tại Athens nhiều năm. Hiện nay nó là Tuyến xanh lá cây (tuyến 1) của hệ thống Metro Athens như được hiển thị trong bản đồ, và không giống như tuyến đỏ và tuyến xanh nước biển, ISAP có nhiều phần nổi trên tuyến đường của nó. Ban đầu nó là tuyến metro từ Piraeus đến Kifisia; chạy qua 22 ga, với một hệ thống có chiều dài 25,6 km (15,9 mi), 730 nhân viên vận hành một đội tàu gồm 44 tàu và 243 toa xe. Số lượng khách của ISAP là 600.000 mỗi ngày.
Tuyến xanh lá cây (tuyến 1) hiện nay đi qua 24 ga, và là tuyến cổ nhất trong hệ thống metro Athens metro và phần lớn đi nổi, kết nối cảng Piraeus với vùng ngoại ô Kifissia ở phía bắc. Tuyến này được dự kiến kéo dài tới Agios Stefanos, một vùng ngoại ô 23 km (14 mi) về phía bắc Athens.
Hệ thống Đường sắt Đô thị Athens được quản lý bởi ba công ty; bao gồm ISAP (tuyến 1), Attiko Metro (tuyến 2 & 3), còn tàu đi ngoại ô, Proastiakós được coi là tuyến 4.

### Xe điện

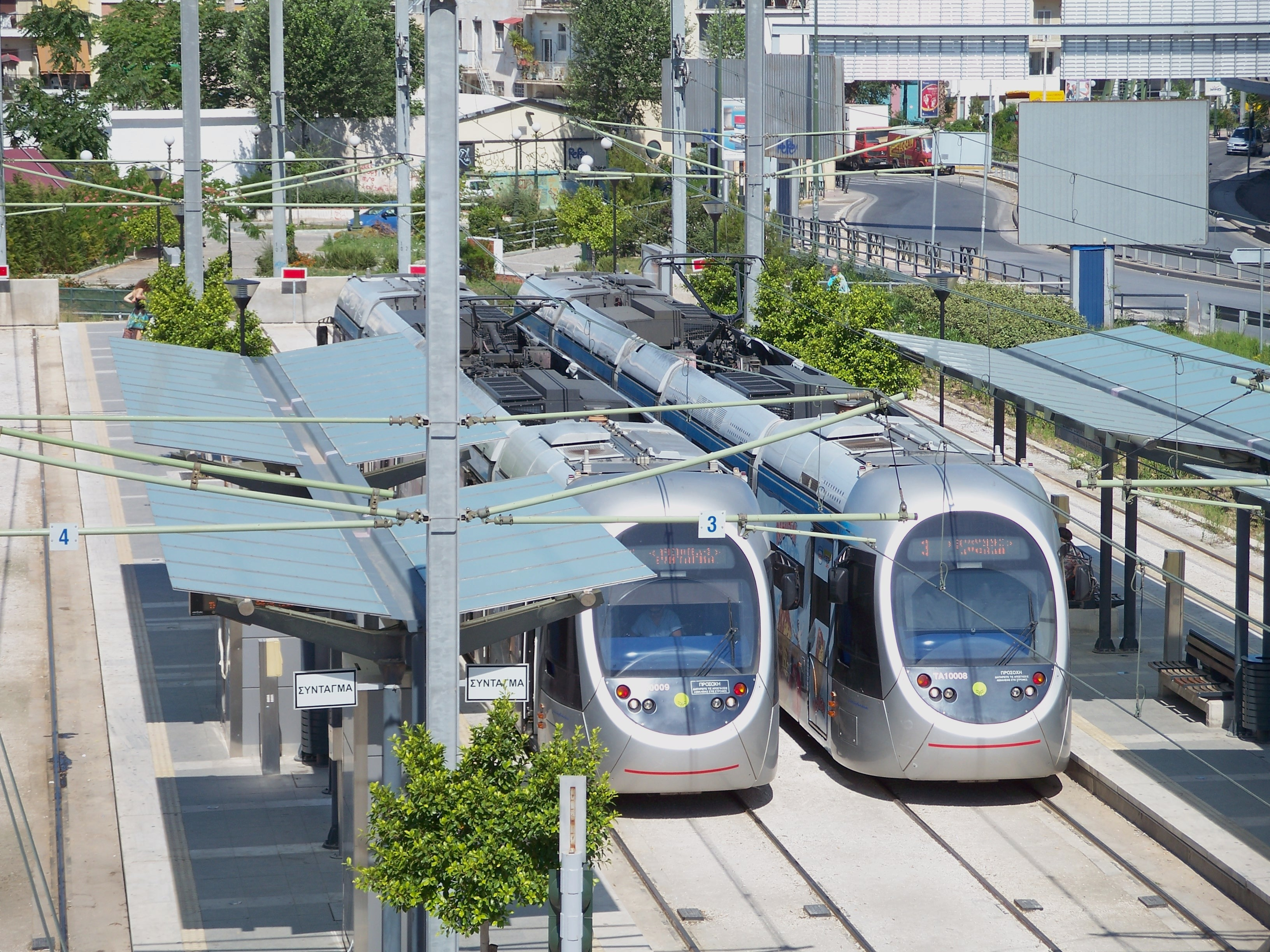
Một ga xe điện Athens hiện đại

Xe điện SA Athens vận hành một đội 35 phương tiện giao thông kiểu Sirio đỗ tại 48 ga, có 345 nhân viên với trung bình 65.000 hành khách mỗi ngày. Hệ thống xe điện trải dài tổng cộng 27 km (17 mi) và bao phủ mười vùng ngoại ô Athens. Hệ thống này chạy từ quảng trường Syntagma tới vùng ngoại ô Palaio Faliro phía tây nam, nơi các tuyến chia làm hai nhánh; nhánh thứ nhất chạy dọc theo bờ biển Athens về vùng ngoại ô Voula ở phía nam, trong khi nhánh còn lại hướng về phía quận Piraeus của Neo Faliro. Hệ thống này bao phủ phần lớn bờ biển Saron. Đang có dự kiến mở rộng về cảng thương mại lớn Piraeus. Sự mở rộng về Piraeus sẽ bao gồm 12 ga mới, tăng tổng chiều dài hệ thống đường xe điện thêm 5,4 km (3 mi), và củng cố hệ thống giao thông tổng hợp.

### Sân bay quốc tế Athens

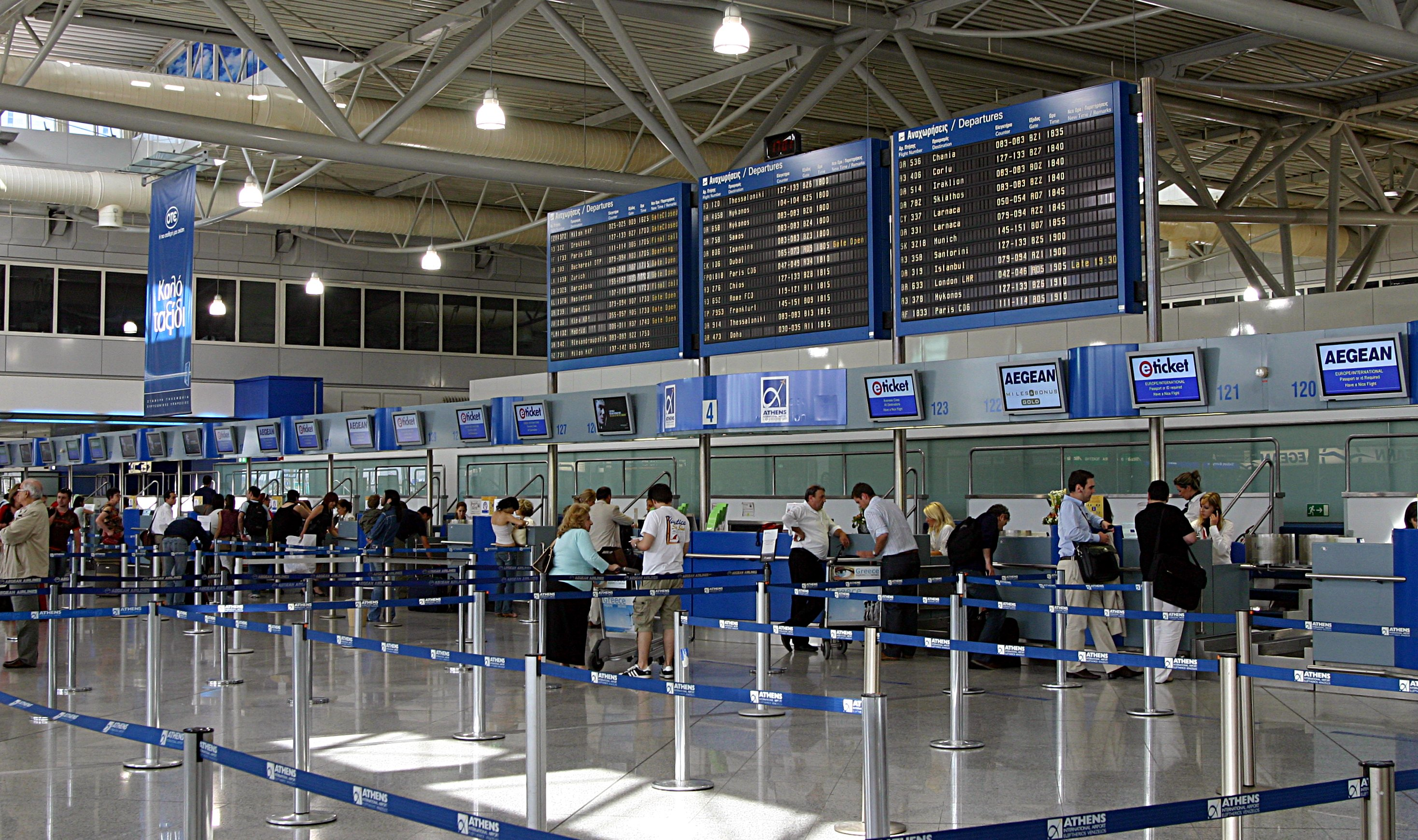
Khu vực check-in Sân bay quốc tế Athens

Athens có Sân bay quốc tế Athens (ATH), nằm ở gần thị trấn Spata, ở phía đông đồng bằng Messoghia, khoảng 35 km (22 mi) về phía đông Athens. Sân bay này được trảo giải "Sân bay Châu Âu của năm 2004", với mục đích là một trung tâm hàng không mở rộng của Đông Nam Âu và được xây dựng trong 51 tháng, với chi phí 2,2 tỷ euro. Có 14.000 nhân viên làm việc tại đây.
Có thể đến sân bay bằng metro, tàu ngoại ô, xe buýt đến cảng Piraeus và taxi. Sân bay này có thể chứa 65 máy bay hạ cánh và cất cánh mỗi giờ, với các cầu lên máy bay bay, 144 quầy check-in và ga đón khách rộng 150.000 m2 (1.614.587 foot vuông) main; và khu vực thương mại rộng 7.000 m2 (75.347 foot vuông) bao gồm các quán cà phê, cửa hàng miễn thuế, và một bảo tàng nhỏ.
Năm 2014, sân bay này có hành khách 15.196.369 ghé thăm, tăng lên 21,2% so với năm 2013. Trong số 15.196.369 hành khách đó, 5.267.593 hành khách bay nội địa, và 9.970.006 hành khách bay quốc tế. Ngoài sức chứa hành khách của nó, ATH có tổng cộng 205.294 chuyến bay năm 2007, hay xấp xỉ 562 chuyến bay mỗi ngày.

### Xa lộ

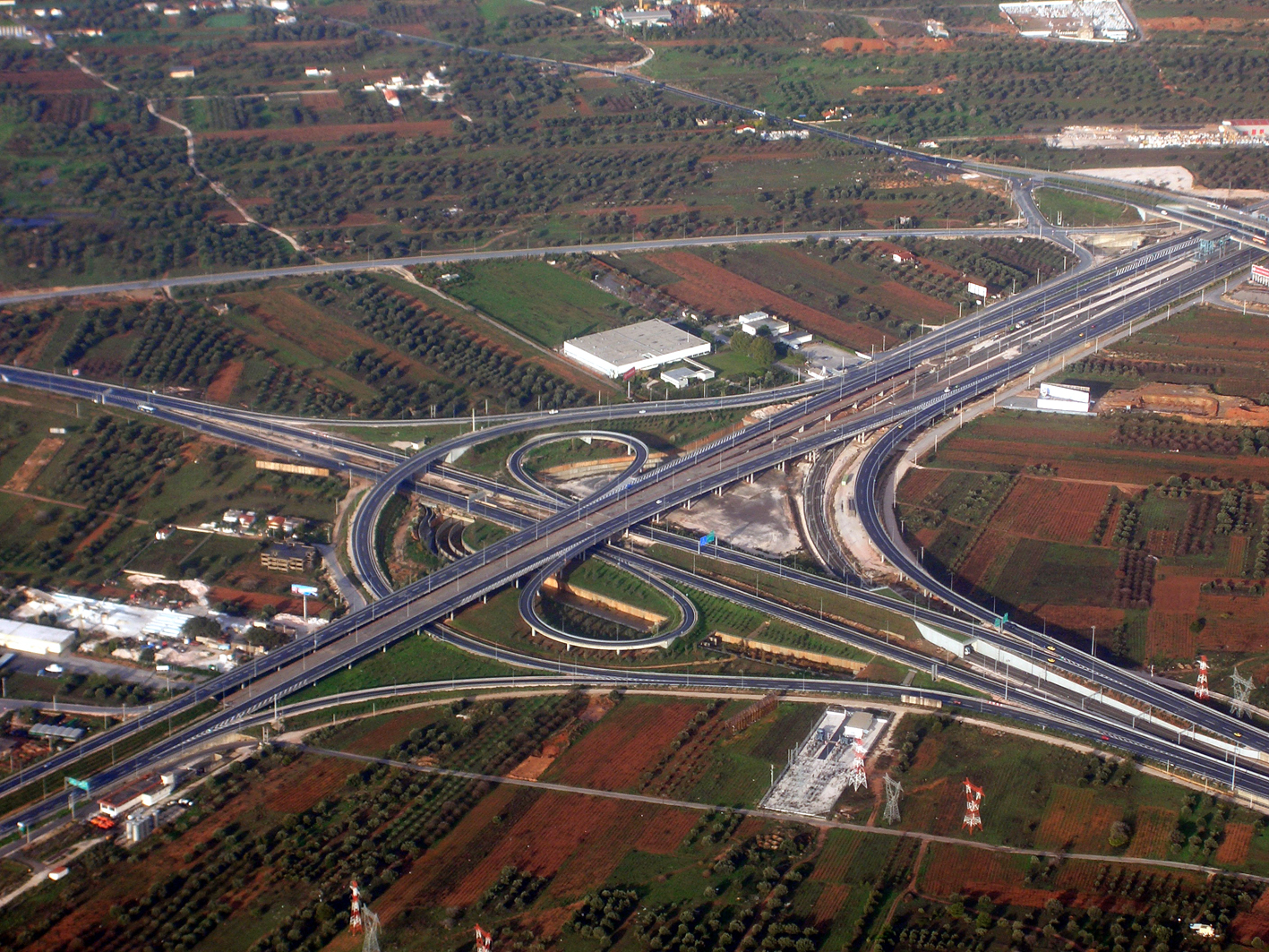
Nút giao tại lối vào sân bay Attiki Odos

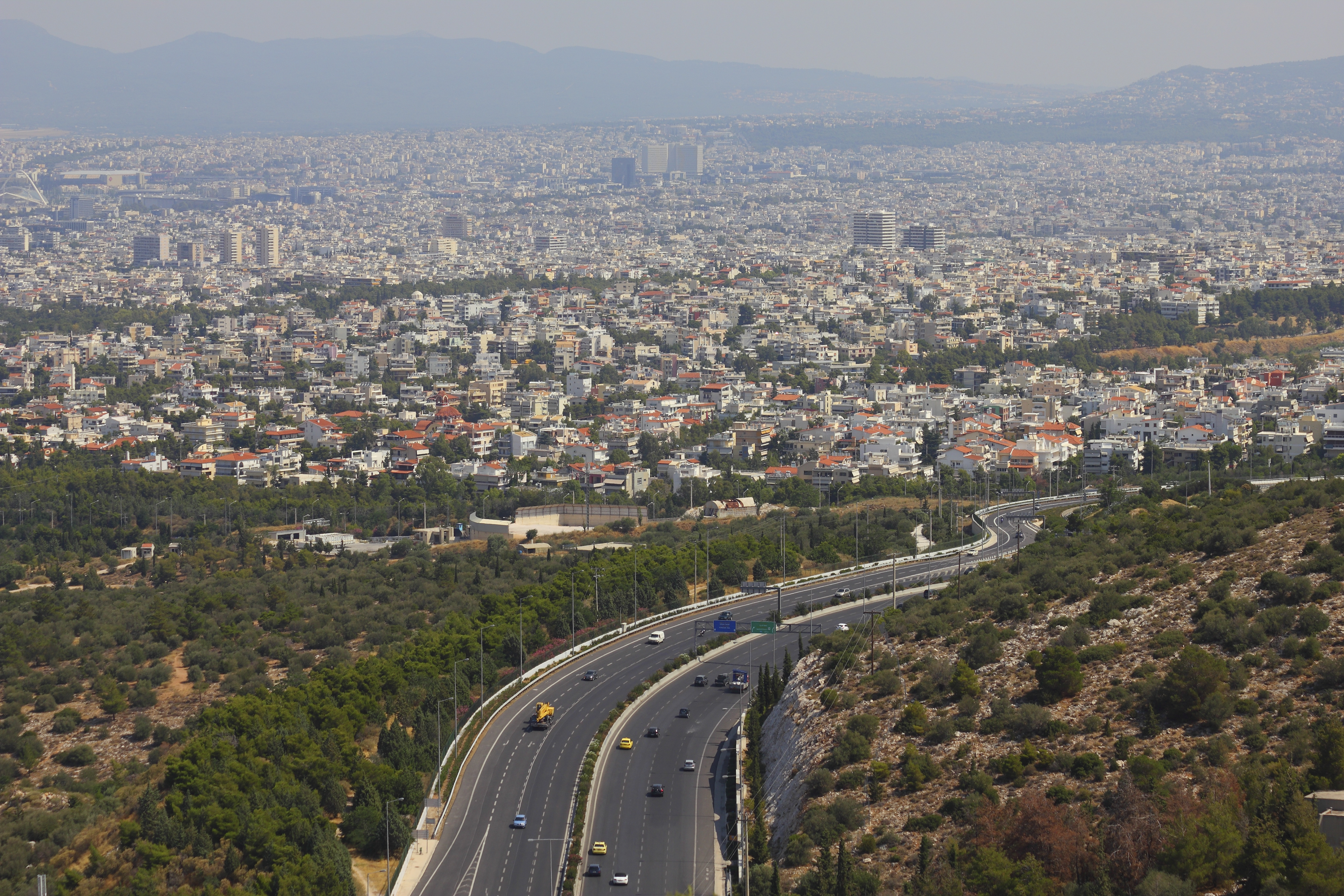
Đường Hymettus (Periferiaki Imittou) nhìn từ đồi Kalogeros

Hai xa lộ chính của Hy Lạp bắt đầu tại Athens, bao gồm A1/E75, đi qua khu vực đô thị của Athens từ Piraeus, tới phía bắc đến thành phố lớn thứ hai của Hy Lạp, Thessaloniki; và đường A8/E94 đi về phía tây, tới Patras, hợp nhất với đường GR-8A. Trước khi hoàn thành những xa lộ này hầu hết các phương tiện sử dụng đường GR-1 và GR-8.
Khu vực đô thị Athens có hệ thống xa lộ của công ty xa lộ thu phí Attiki Odos (mã: A6). Phần chính của nó mở rộng từ vùng ngoại ô công nghiệp Elefsina ở phía tây tới sân bay quốc tế Athens; còn có hai đường vành đai, bao gồm đường vành đai Aigaleo (A65) và đường vành đai Hymettus (A64) ở phía tây và phía đông Athens. Đường của Attiki Odos có tổng chiều dài 65 km (40 mi), khiến nó trở thành hệ thống xa lộ đô thị lớn nhất Hy Lạp.
- Xa Lộ:
  - A1/E75 N (Lamia, Larissa, Thessaloniki)
  - A8 (GR-8A)/E94 W (Elefsina, Corinth, Patras)
  - A6 W (Elefsina) E (Sân bay)
- Đường quốc lộ:
  - GR-1 Ν (Lamia, Larissa, Thessaloniki)
  - GR-8 W (Corinth, Patras)
  - GR-3 N (Elefsina, Lamia, Larissa)

## Giáo dục

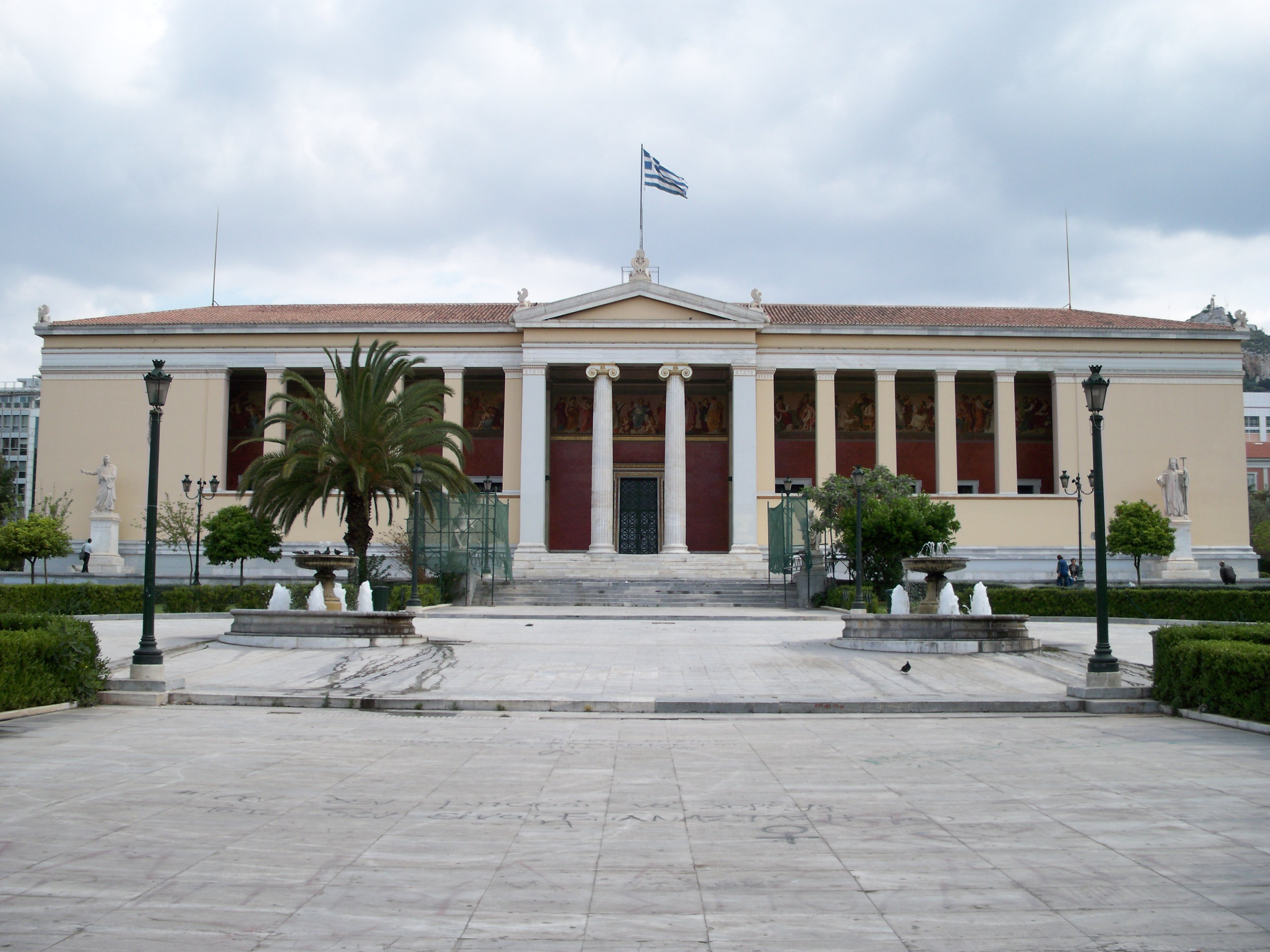
Propylaea, một phần của "Bộ ba" của Theofil Hansen, là sảnh kỷ niệm và phòng hiệu trưởng của Đại học Quốc gia và Kapodistria Athens

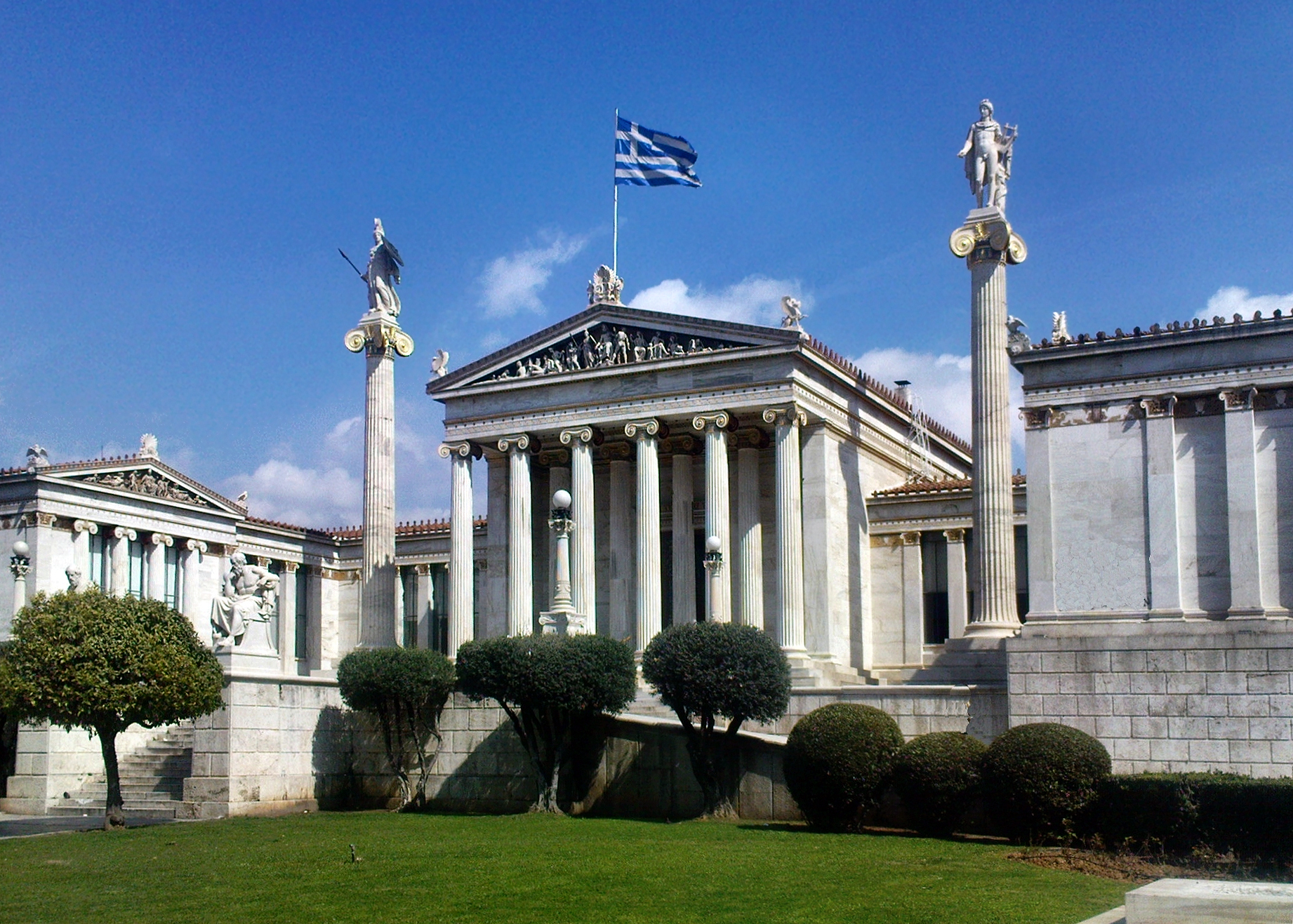
Mặt tiền Viện hàn lâm Athens

Nằm trên Đường Panepistimiou, khu trường sở cũ của Đại học Athens, Thư viện Quốc gia, và Viện hàn lâm Athens tạo thành "Bộ ba Athens" được xây vào thế kỷ 19. Hầu hết những khu làm việc của đại học đã được chuyển đến một khu trường sở to hơn và hiện đại hơn nhiều nằm ở vùng ngoại ô Zografou phía đông thành phố. Viện cao học thứ hai tại thành phố là Đại học Công nghệ Quốc gia Athens, được thành lập tại Đường Patission. Đây là vị trí vào ngày 17 tháng 11 năm 1973, hơn 13 học sinh bị giết và hàng trăm người bị thương tại trường trong nổi dậy Trường Bách khoa Athens, chống lại hội đồng tư vấn quân đội thống trị quốc gia này từ ngày 21 tháng 4 năm 1967 đến ngày 23 tháng 7 năm 1974.
Các trường đại học khác tại Athens bao gồm Đại học Kinh tế và Kinh doanh Athens, Đại học Panteion, Đại học Nông nghiệp Athens và Đại học Piraeus. Có tổng cộng mười một trường cao học được nhà nước trợ cấp nằm ở vùng đô thị của Athens, theo thứ tự thời gian bao gồm: Trường Nghẹ thuật Athens (1837), Trường Công nghệ Quốc gia Athens (1837), Đại học và Kapodistria Athens (1837), Đại học Nông nghiệp Athens (1920), Đại học Kinh tế và Kinh doanh Athens (1920), Đại học Khoa học Xã hội và Chính trị Panteion (1927), Đại học Piraeus (1938), Viện Giáo dục Công nghệ Piraeus (1976), Viện Giáo dục Công nghệ Athens (1983), Đại học Harokopio (1990), Trường Giáo dục Sư phạm và Công nghệ (2002). Cũng có một số trường cao đẳng tư, theo cách họ gọi tại Hy Lạp, vì việc thành lập đại học tư bị cấm theo hiến pháp. Nhiều trong số đó được công nhận bởi một nước ngoài hoặc đại học như là Cao đẳng Hoa Kỳ Hy Lạp và Cơ sở Athens của Đại học Indianapolis.